# 2018-as WTA-szezon
A 2018-as WTA-szezon a WTA, azaz a női profi teniszezők nemzetközi szövetsége által megszervezett versenysorozat 2018-as évada. A szezon magába foglalja a Nemzetközi Teniszszövetség (ITF) által felügyelt Grand Slam-tornákat, a Premier tornákat, az International tornákat, az ITF által szervezett Fed-kupát, valamint a két év végi versenyt, a WTA Finals világbajnokságot és a WTA Elite Trophy bajnokok tornáját. 2018-ban a versenynaptár része az ITF által szervezett Hopman-kupa is, amelyért azonban ranglistapontok nem járnak.

## Az év kiemelkedő magyar eredményei

### Tornagyőzelem (5)
Január:
- Babos Tímea Australian Open (női páros)
- Babos Tímea Taiwan Open (egyéni)

Február:
- Stollár Fanny Hungarian Ladies Open (páros)

Június:
- Babos Tímea Birmingham Classic (páros)

Október:
- Babos Tímea 2018-as WTA Finals (páros)

### Döntő (5)
Január:
- Babos Tímea Australian Open (vegyes páros)

Április:
- Babos Tímea Monterrey Open (egyéni)

Május:
- Stollár Fanny Grand Prix de SAR La Princesse Lalla Meryem (páros)
- Babos Tímea Mutua Madrid Open (páros)

Szeptember:
- Babos Tímea US Open (női páros)

## Versenynaptár
A WTA 2018-as teljes versenynaptára, feltüntetve benne a legalább negyeddöntőbe jutott versenyzőket.
A színjelölések
| Grand Slam-tornák     |
| WTA Premier Mandatory |
| WTA Premier 5         |
| WTA Premier           |
| WTA International     |
| WTA Finals            |
| WTA Elite Trophy      |
| Csapatversenyek       |

Rövidítések: KM=körmérkőzés; E=egyéni; Q=kvalifikáció; p=páros; (f)=fedett pályán.

### Január
| Kezdés              | Torna | Győztesek                                         | Ellenfelek a döntőben                      | Elődöntősök                                           | Negyeddöntősök                                                           |
| ------------------- | --- | ------------------------------------------------- | ------------------------------------------ | ----------------------------------------------------- | ------------------------------------------------------------------------ |
| Január 1            | Hopman-kupa Perth, Ausztrália ITF Vegyes csapatok versenye $1,000,000 – Kemény (f) – 8 csapat (KM)                  | Svájc · 2–1                                       | Németország                                | Körmérkőzés (A-csoport) Belgium · Ausztrália · Kanada | Körmérkőzés (B-csoport) Egyesült Államok · Oroszország · Japán           |
| Január 1            | Brisbane International Brisbane, Ausztrália WTA Premier 1 000 000 – Kemény – 30E/32Q/16P                            | Elina Szvitolina 6–2, 6–1                         | Aljakszandra Szasznovics                   | Anastasija Sevastova Karolína Plíšková                | Aleksandra Krunić Alizé Cornet Konta Johanna Kaia Kanepi                 |
| Január 1            | Brisbane International Brisbane, Ausztrália WTA Premier 1 000 000 – Kemény – 30E/32Q/16P                            | Kiki Bertens Demi Schuurs 7–5, 6–2                | Andreja Klepač María José Martínez Sánchez | Anastasija Sevastova Karolína Plíšková                | Aleksandra Krunić Alizé Cornet Konta Johanna Kaia Kanepi                 |
| Január 1            | Shenzhen Open Sencsen, Kína WTA International 750 000 – Kemény – 32E/16Q/16P                                        | Simona Halep 6–1, 2–6, 6–0                        | Kateřina Siniaková                         | Irina-Camelia Begu Marija Sarapova                    | Arina Szabalenka Babos Tímea Zarina Dias Kristýna Plíšková               |
| Január 1            | Shenzhen Open Sencsen, Kína WTA International 750 000 – Kemény – 32E/16Q/16P                                        | Irina-Camelia Begu Simona Halep 1–6, 6–1, [10–8]  | Barbora Krejčíková Kateřina Siniaková      | Irina-Camelia Begu Marija Sarapova                    | Arina Szabalenka Babos Tímea Zarina Dias Kristýna Plíšková               |
| Január 1            | ASB Classic Auckland, Új-Zéland WTA International 250 000 – Kemény – 32E/32Q/16P                                    | Julia Görges 6–4, 7–6(4)                          | Caroline Wozniacki                         | Sachia Vickery Hszie Su-vej                           | Sofia Kenin Agnieszka Radwańska Barbora Strýcová Polona Hercog           |
| Január 1            | ASB Classic Auckland, Új-Zéland WTA International 250 000 – Kemény – 32E/32Q/16P                                    | Sara Errani Bibiane Schoofs 7–5, 6–1              | Eri Hozumi Miyu Kato                       | Sachia Vickery Hszie Su-vej                           | Sofia Kenin Agnieszka Radwańska Barbora Strýcová Polona Hercog           |
| Január 8            | Apia International Sydney Sydney, Ausztrália WTA Premier $799,000 – Kemény – 30E/32Q/16P                            | Angelique Kerber 6–4, 6–4                         | Ashleigh Barty                             | Daria Gavrilova Camila Giorgi                         | Garbiñe Muguruza Barbora Strýcová Agnieszka Radwańska Dominika Cibulková |
| Január 8            | Apia International Sydney Sydney, Ausztrália WTA Premier $799,000 – Kemény – 30E/32Q/16P                            | Gabriela Dabrowski Hszü Ji-fan 6–3, 6–1           | Latisha Chan Andrea Sestini Hlaváčková     | Daria Gavrilova Camila Giorgi                         | Garbiñe Muguruza Barbora Strýcová Agnieszka Radwańska Dominika Cibulková |
| Január 8            | Moorilla Hobart International Hobart, Ausztrália WTA International $250,000 – Kemény – 32E/32Q/16P                  | Elise Mertens 6–1, 4–6, 6–3                       | Mihaela Buzărnescu                         | Leszja Curenko Heather Watson                         | Arina Szabalenka Alison Riske Donna Vekić Monica Niculescu               |
| Január 8            | Moorilla Hobart International Hobart, Ausztrália WTA International $250,000 – Kemény – 32E/32Q/16P                  | Elise Mertens Demi Schuurs 6–2, 6–2               | Ljudmila Kicsenok Makoto Ninomiya          | Leszja Curenko Heather Watson                         | Arina Szabalenka Alison Riske Donna Vekić Monica Niculescu               |
| Január 15 Január 22 | Australian Open Melbourne, Ausztrália Grand Slam 12 122 762 – Kemény 128E/96Q/64P/32V Egyéni – Páros – Vegyes páros | Caroline Wozniacki 7–6(2), 3–6, 6–4               | Simona Halep                               | Angelique Kerber Elise Mertens                        | Karolína Plíšková Madison Keys Elina Szvitolina Carla Suárez Navarro     |
| Január 15 Január 22 | Australian Open Melbourne, Ausztrália Grand Slam 12 122 762 – Kemény 128E/96Q/64P/32V Egyéni – Páros – Vegyes páros | Babos Tímea Kristina Mladenovic 6–4, 6–3          | Jekatyerina Makarova Jelena Vesznyina      | Angelique Kerber Elise Mertens                        | Karolína Plíšková Madison Keys Elina Szvitolina Carla Suárez Navarro     |
| Január 15 Január 22 | Australian Open Melbourne, Ausztrália Grand Slam 12 122 762 – Kemény 128E/96Q/64P/32V Egyéni – Páros – Vegyes páros | Gabriela Dabrowski Mate Pavić 2–6, 6–4, [11–9]    | Babos Tímea Róhan Bópanna                  | Angelique Kerber Elise Mertens                        | Karolína Plíšková Madison Keys Elina Szvitolina Carla Suárez Navarro     |
| Január 29           | St. Petersburg Ladies Trophy Szentpétervár, Oroszország WTA Premier $799,000 – Kemény (f) – 28E/32Q/16P             | Petra Kvitová 6–1, 6–2                            | Kristina Mladenovic                        | Darja Kaszatkina Julia Görges                         | Caroline Wozniacki Kateřina Siniaková Jelena Ribakina Jeļena Ostapenko   |
| Január 29           | St. Petersburg Ladies Trophy Szentpétervár, Oroszország WTA Premier $799,000 – Kemény (f) – 28E/32Q/16P             | Bacsinszky Tímea Vera Zvonarjova 2–6, 6–1, [10–3] | Alla Kudrjavceva Katarina Srebotnik        | Darja Kaszatkina Julia Görges                         | Caroline Wozniacki Kateřina Siniaková Jelena Ribakina Jeļena Ostapenko   |
| Január 29           | Taiwan Open Kaohsziung, Tajvan WTA International $250,000 – Kemény – 32E/24Q/16P                                    | Babos Tímea 7–5, 6–1                              | Katerina Kozlova                           | Vang Ja-fan Sabine Lisicki                            | Eugenie Bouchard Magda Linette Monica Niculescu Julija Putyinceva        |
| Január 29           | Taiwan Open Kaohsziung, Tajvan WTA International $250,000 – Kemény – 32E/24Q/16P                                    | Tuan Jing-jing Vang Ja-fan 7–6(4), 7–6(5)         | Hibino Nao Okszana Kalasnikova             | Vang Ja-fan Sabine Lisicki                            | Eugenie Bouchard Magda Linette Monica Niculescu Julija Putyinceva        |

### Február
| Kezdés     | Torna | Győztesek | Ellenfelek a döntőben                                                   | Elődöntősök                       | Negyeddöntősök                                                      |
| ---------- | --- | --- | ----------------------------------------------------------------------- | --------------------------------- | ------------------------------------------------------------------- |
| Február 5  | Fed-kupa negyeddöntők Minszk, Fehéroroszország – Kemény(f) Prága, Csehország – Kemény(f) La Roche-sur-Yon, Franciaország – Kemény(f) Asheville, Egyesült Államok – Kemény(f) | A negyeddöntők győztesei Németország 3–2 · Csehország 3–1 · Franciaország 3–2 · Amerikai Egyesült Államok 3–1 | A negyeddöntők vesztesei Fehéroroszország · Svájc · Belgium · Hollandia |                                   |                                                                     |
| Február 12 | Qatar Total Open Doha, Katar WTA Premier 5 $2,818,000 – Kemény – 56E/32Q/28P                                                                                                 | Petra Kvitová 3–6, 6–3, 6–4                                                                                   | Garbiñe Muguruza                                                        | Caroline Wozniacki Simona Halep   | Angelique Kerber Julia Görges Caroline Garcia Catherine Bellis      |
| Február 12 | Qatar Total Open Doha, Katar WTA Premier 5 $2,818,000 – Kemény – 56E/32Q/28P                                                                                                 | Gabriela Dabrowski Jeļena Ostapenko 6–3, 6–3                                                                  | Andreja Klepač María José Martínez Sánchez                              | Caroline Wozniacki Simona Halep   | Angelique Kerber Julia Görges Caroline Garcia Catherine Bellis      |
| Február 19 | Dubai Duty Free Tennis Championships Dubaj, Egyesült Arab Emírségek WTA Premier $2,000,000 – Kemény – 28E/32Q/16P                                                            | Elina Szvitolina 6-4, 6-0                                                                                     | Darja Kaszatkina                                                        | Angelique Kerber Garbiñe Muguruza | Ószaka Naomi Karolína Plíšková Jelena Vesznyina Caroline Garcia     |
| Február 19 | Dubai Duty Free Tennis Championships Dubaj, Egyesült Arab Emírségek WTA Premier $2,000,000 – Kemény – 28E/32Q/16P                                                            | Csan Hao-csing Jang Csao-hszüan 4–6, 6–2, [10–6]                                                              | Hszie Su-vej Peng Suaj                                                  | Angelique Kerber Garbiñe Muguruza | Ószaka Naomi Karolína Plíšková Jelena Vesznyina Caroline Garcia     |
| Február 19 | Hungarian Ladies Open Budapest, Magyarország WTA International $250,000 – Kemény (f) – 32E/24Q/16P                                                                           | Alison Van Uytvanck 6–3, 3–6, 7–5                                                                             | Dominika Cibulková                                                      | Mona Barthel Viktória Kužmová     | Johanna Larsson Ysaline Bonaventure Petra Martić Csang Suaj         |
| Február 19 | Hungarian Ladies Open Budapest, Magyarország WTA International $250,000 – Kemény (f) – 32E/24Q/16P                                                                           | Stollár Fanny Georgina García Pérez 4–6, 6–4, [10–3]                                                          | Kirsten Flipkens Johanna Larsson                                        | Mona Barthel Viktória Kužmová     | Johanna Larsson Ysaline Bonaventure Petra Martić Csang Suaj         |
| Február 26 | Abierto Mexicano Telcel Acapulco, Mexikó WTA International $250,000 – Kemény – 32E/24Q/16P                                                                                   | Leszja Curenko 5–7, 7–6(2), 6–2                                                                               | Stefanie Vögele                                                         | Rebecca Peterson Daria Gavrilova  | Sloane Stephens Csang Suaj Verónica Cepede Royg Kristina Mladenovic |
| Február 26 | Abierto Mexicano Telcel Acapulco, Mexikó WTA International $250,000 – Kemény – 32E/24Q/16P                                                                                   | Tatjana Maria Heather Watson 7–5, 2–6, [10–2]                                                                 | Kaitlyn Christian Sabrina Santamaria                                    | Rebecca Peterson Daria Gavrilova  | Sloane Stephens Csang Suaj Verónica Cepede Royg Kristina Mladenovic |

### Március
| Kezdés                | Torna | Győztesek                               | Ellenfelek a döntőben                 | Elődöntősök                         | Negyeddöntősök                                                       |
| --------------------- | --- | --------------------------------------- | ------------------------------------- | ----------------------------------- | -------------------------------------------------------------------- |
| Március 5 Március 12  | BNP Paribas Open Indian Wells, Amerikai Egyesült Államok WTA Premier Mandatory 8 648 508$ – Kemény – 96E/48Q/32P      | Ószaka Naomi 6–3, 6–2                   | Darja Kaszatkina                      | Simona Halep Venus Williams         | Petra Martić Karolína Plíšková Carla Suárez Navarro Angelique Kerber |
| Március 5 Március 12  | BNP Paribas Open Indian Wells, Amerikai Egyesült Államok WTA Premier Mandatory 8 648 508$ – Kemény – 96E/48Q/32P      | Hszie Su-vej Barbora Strýcová 6–4, 6–4  | Jekatyerina Makarova Jelena Vesznyina | Simona Halep Venus Williams         | Petra Martić Karolína Plíšková Carla Suárez Navarro Angelique Kerber |
| Március 19 Március 26 | Miami Open presented by Itaú Miami, Amerikai Egyesült Államok WTA Premier Mandatory 8 648 508$ – Kemény – 96E/48Q/32P | Sloane Stephens 7–6(5), 6–1             | Jeļena Ostapenko                      | Viktorija Azaranka Danielle Collins | Karolína Plíšková Angelique Kerber Elina Szvitolina Venus Williams   |
| Március 19 Március 26 | Miami Open presented by Itaú Miami, Amerikai Egyesült Államok WTA Premier Mandatory 8 648 508$ – Kemény – 96E/48Q/32P | Ashleigh Barty Coco Vandeweghe 6–2, 6–1 | Barbora Krejčíková Kateřina Siniaková | Viktorija Azaranka Danielle Collins | Karolína Plíšková Angelique Kerber Elina Szvitolina Venus Williams   |

### Április
| Kezdés     | Torna | Győztesek                                                             | Ellenfelek a döntőben                              | Elődöntősök                       | Negyeddöntősök                                                             |
| ---------- | --- | --------------------------------------------------------------------- | -------------------------------------------------- | --------------------------------- | -------------------------------------------------------------------------- |
| Április 2  | Volvo Cars Open Charleston, Amerikai Egyesült Államok WTA Premier $800,000 – Salak (Green) – 56E/32Q/16P            | Kiki Bertens 6–2, 6–1                                                 | Julia Görges                                       | Madison Keys Anastasija Sevastova | Alizé Cornet Bernarda Pera Darja Kaszatkina Kristýna Plíšková              |
| Április 2  | Volvo Cars Open Charleston, Amerikai Egyesült Államok WTA Premier $800,000 – Salak (Green) – 56E/32Q/16P            | Alla Kudrjavceva Katarina Srebotnik 6–3, 6–3                          | Andreja Klepač María José Martínez Sánchez         | Madison Keys Anastasija Sevastova | Alizé Cornet Bernarda Pera Darja Kaszatkina Kristýna Plíšková              |
| Április 2  | Abierto Monterrey Afirme Monterrey, Mexikó WTA International $250,000 – Kemény – 32E/32Q/16P                        | Garbiñe Muguruza 3–6, 6–4, 6–3                                        | Babos Tímea                                        | Ana Bogdan Sachia Vickery         | Ajla Tomljanović Danielle Collins Mónica Puig Magdaléna Rybáriková         |
| Április 2  | Abierto Monterrey Afirme Monterrey, Mexikó WTA International $250,000 – Kemény – 32E/32Q/16P                        | Naomi Broady Sara Sorribes Tormo 3–6, 6–4, [10–8]                     | Desirae Krawczyk Giuliana Olmos                    | Ana Bogdan Sachia Vickery         | Ajla Tomljanović Danielle Collins Mónica Puig Magdaléna Rybáriková         |
| Április 9  | Ladies Open Lugano Lugano, Svájc WTA International $250,000 – Salak – 32E/24Q/16P                                   | Elise Mertens 7–5, 6–2                                                | Arina Szabalenka                                   | Stefanie Vögele Vera Lapko        | Tamara Korpatsch Camila Giorgi Kirsten Flipkens Mona Barthel               |
| Április 9  | Ladies Open Lugano Lugano, Svájc WTA International $250,000 – Salak – 32E/24Q/16P                                   | Kirsten Flipkens Elise Mertens 6–1, 6–3                               | Vera Lapko Arina Szabalenka                        | Stefanie Vögele Vera Lapko        | Tamara Korpatsch Camila Giorgi Kirsten Flipkens Mona Barthel               |
| Április 9  | Claro Open Colsanitas Bogotá, Kolumbia WTA International $250,000 – Salak (Vörös) – 32E/24Q/16P                     | Anna Karolína Schmiedlová 6–2, 6–4                                    | Lara Arruabarrena                                  | Ana Bogdan Dalila Jakupović       | Daniela Seguel Emiliana Arango Johanna Larsson Magda Linette               |
| Április 9  | Claro Open Colsanitas Bogotá, Kolumbia WTA International $250,000 – Salak (Vörös) – 32E/24Q/16P                     | Dalila Jakupović Irina Hromacsova 6–3, 6–4                            | Mariana Duque Mariño Nadia Podoroska               | Ana Bogdan Dalila Jakupović       | Daniela Seguel Emiliana Arango Johanna Larsson Magda Linette               |
| Április 16 | Fed-kupa világcsoport elődöntők Stuttgart, Németország – Salak (f) Aix-en-Provence, Franciaország – Salak (f)       | Az elődöntők győztesei Csehország 4–1 · Amerikai Egyesült Államok 3–2 | Az elődöntők vesztesei Németország · Franciaország |                                   |                                                                            |
| Április 23 | Porsche Tennis Grand Prix Stuttgart, Németország WTA Premier 816.000$ – Salak (Vörös) (f) – 28E/32Q/16P             | Karolína Plíšková 7–6(2), 6–4                                         | Coco Vandeweghe                                    | Caroline Garcia Anett Kontaveit   | Simona Halep Elina Szvitolina Jeļena Ostapenko Anasztaszija Pavljucsenkova |
| Április 23 | Porsche Tennis Grand Prix Stuttgart, Németország WTA Premier 816.000$ – Salak (Vörös) (f) – 28E/32Q/16P             | Raquel Atawo Anna-Lena Grönefeld 6–4, 6–7(5), [10–5]                  | Nicole Melichar Květa Peschke                      | Caroline Garcia Anett Kontaveit   | Simona Halep Elina Szvitolina Jeļena Ostapenko Anasztaszija Pavljucsenkova |
| Április 23 | Istanbul Cup Isztambul, Törökország WTA International $250,000 – Salak – 32E/24Q/16P                                | Pauline Parmentier 6–4, 3–6, 6–3                                      | Polona Hercog                                      | Irina-Camelia Begu María Szákari  | Caroline Wozniacki Donna Vekić Arantxa Rus Szvetlana Kuznyecova            |
| Április 23 | Istanbul Cup Isztambul, Törökország WTA International $250,000 – Salak – 32E/24Q/16P                                | Liang Csen Csang Suaj 6–4, 6–4                                        | Xenia Knoll Anna Smith                             | Irina-Camelia Begu María Szákari  | Caroline Wozniacki Donna Vekić Arantxa Rus Szvetlana Kuznyecova            |
| Április 30 | J&T Banka Prague Open Prága, Csehország WTA International $250,000 – Salak – 32E/32Q/16P                            | Petra Kvitová 4–6, 6–2, 6–3                                           | Mihaela Buzărnescu                                 | Camila Giorgi Csang Suaj          | Kristýna Plíšková Samantha Stosur Jasmine Paolini Kateřina Siniaková       |
| Április 30 | J&T Banka Prague Open Prága, Csehország WTA International $250,000 – Salak – 32E/32Q/16P                            | Nicole Melichar Květa Peschke 6–4, 6–2                                | Mihaela Buzărnescu Lidzija Marozava                | Camila Giorgi Csang Suaj          | Kristýna Plíšková Samantha Stosur Jasmine Paolini Kateřina Siniaková       |
| Április 30 | Grand Prix de SAR La Princesse Lalla Meryem Rabat, Marokkó WTA International $250,000 – Salak (Vörös) – 32E/32Q/16P | Elise Mertens 6–2, 7–6(4)                                             | Ajla Tomljanović                                   | Hszie Su-vej Aleksandra Krunić    | Sara Errani Katarina Zavacka Jana Fett Paula Badosa Gibert                 |
| Április 30 | Grand Prix de SAR La Princesse Lalla Meryem Rabat, Marokkó WTA International $250,000 – Salak (Vörös) – 32E/32Q/16P | Anna Blinkova Raluca Olaru 6–4, 6–4                                   | Stollár Fanny Georgina García Pérez                | Hszie Su-vej Aleksandra Krunić    | Sara Errani Katarina Zavacka Jana Fett Paula Badosa Gibert                 |

### Május
| Kezdés            | Torna | Győztesek                                              | Ellenfelek a döntőben                      | Elődöntősök                         | Negyeddöntősök                                                       |
| ----------------- | --- | ------------------------------------------------------ | ------------------------------------------ | ----------------------------------- | -------------------------------------------------------------------- |
| Május 7           | Mutua Madrid Open Madrid, Spanyolország WTA Premier Mandatory 6.685.828$ – Salak (Vörös) – 64E/32Q/28P                    | Petra Kvitová 7–6(6), 4–6, 6–3                         | Kiki Bertens                               | Karolína Plíšková Caroline Garcia   | Simona Halep Darja Kaszatkina Carla Suárez Navarro Marija Sarapova   |
| Május 7           | Mutua Madrid Open Madrid, Spanyolország WTA Premier Mandatory 6.685.828$ – Salak (Vörös) – 64E/32Q/28P                    | Jekatyerina Makarova Jelena Vesznyina 2–6, 6–4, [10–8] | Babos Tímea Kristina Mladenovic            | Karolína Plíšková Caroline Garcia   | Simona Halep Darja Kaszatkina Carla Suárez Navarro Marija Sarapova   |
| Május 14          | Internazionali BNL d'Italia Róma, Olaszország WTA Premier 5 3,351,720$ – Salak (Vörös) – 56E/32Q/28P                      | Elina Szvitolina 6–0, 6–4                              | Simona Halep                               | Marija Sarapova Anett Kontaveit     | Caroline Garcia Jeļena Ostapenko Angelique Kerber Caroline Wozniacki |
| Május 14          | Internazionali BNL d'Italia Róma, Olaszország WTA Premier 5 3,351,720$ – Salak (Vörös) – 56E/32Q/28P                      | Ashleigh Barty Demi Schuurs 6–3, 6–4                   | Andrea Sestini Hlaváčková Barbora Strýcová | Marija Sarapova Anett Kontaveit     | Caroline Garcia Jeļena Ostapenko Angelique Kerber Caroline Wozniacki |
| Május 21          | Internationaux de Strasbourg Strasbourg, Franciaország WTA International $250,000 – Salak (Vörös) – 32E/24Q/16P           | Anasztaszija Pavljucsenkova 6–7(5), 7–6(3), 7–6(6)     | Dominika Cibulková                         | Ashleigh Barty Mihaela Buzărnescu   | Vang Csiang Zarina Dias Hszie Su-vej Samantha Stosur                 |
| Május 21          | Internationaux de Strasbourg Strasbourg, Franciaország WTA International $250,000 – Salak (Vörös) – 32E/24Q/16P           | Mihaela Buzărnescu Raluca Olaru 7–5, 7–5               | Nagyija Kicsenok Anastasia Rodionova       | Ashleigh Barty Mihaela Buzărnescu   | Vang Csiang Zarina Dias Hszie Su-vej Samantha Stosur                 |
| Május 21          | Nürnberger Versicherungscup Nürnberg, Németország WTA International $250,000 – Salak (Vörös) – 32E/24Q/16P                | Johanna Larsson 7–6(4), 6–4                            | Alison Riske                               | Kirsten Flipkens Kateřina Siniaková | Sorana Cîrstea Kiki Bertens Stollár Fanny Kristýna Plíšková          |
| Május 21          | Nürnberger Versicherungscup Nürnberg, Németország WTA International $250,000 – Salak (Vörös) – 32E/24Q/16P                | Demi Schuurs Katarina Srebotnik 3–6, 6–3, [10–7]       | Kirsten Flipkens Johanna Larsson           | Kirsten Flipkens Kateřina Siniaková | Sorana Cîrstea Kiki Bertens Stollár Fanny Kristýna Plíšková          |
| Május 28 Június 4 | Roland Garros Párizs, Franciaország Grand Slam $14,712,000 – Salak (Vörös) 128E/96Q/64P/32V Egyéni – Páros – Vegyes páros | Simona Halep 3–6, 6–4, 6–1                             | Sloane Stephens                            | Garbiñe Muguruza Madison Keys       | Angelique Kerber Marija Sarapova Julija Putyinceva Darja Kaszatkina  |
| Május 28 Június 4 | Roland Garros Párizs, Franciaország Grand Slam $14,712,000 – Salak (Vörös) 128E/96Q/64P/32V Egyéni – Páros – Vegyes páros | Barbora Krejčíková Kateřina Siniaková 6–3, 6–3         | Eri Hozumi Makoto Ninomiya                 | Garbiñe Muguruza Madison Keys       | Angelique Kerber Marija Sarapova Julija Putyinceva Darja Kaszatkina  |
| Május 28 Június 4 | Roland Garros Párizs, Franciaország Grand Slam $14,712,000 – Salak (Vörös) 128E/96Q/64P/32V Egyéni – Páros – Vegyes páros | Latisha Chan Ivan Dodig 6–1, 6–7(5), [10–8]            | Gabriela Dabrowski Mate Pavić              | Garbiñe Muguruza Madison Keys       | Angelique Kerber Marija Sarapova Julija Putyinceva Darja Kaszatkina  |

### Június
| Kezdés    | Torna                                                                                           | Győztesek                                                   | Ellenfelek a döntőben                 | Elődöntősök                          | Negyeddöntősök                                                       |
| --------- | ----------------------------------------------------------------------------------------------- | ----------------------------------------------------------- | ------------------------------------- | ------------------------------------ | -------------------------------------------------------------------- |
| Június 11 | The Open Nottingham Nottingham, Nagy-Britannia WTA International $250,000 – Fű – 32E/24Q/16P    | Ashleigh Barty 6–3, 3–6, 6–4                                | Konta Johanna                         | Ószaka Naomi Donna Vekić             | Katie Boulter Mihaela Buzărnescu Dalila Jakupović Mona Barthel       |
| Június 11 | The Open Nottingham Nottingham, Nagy-Britannia WTA International $250,000 – Fű – 32E/24Q/16P    | Alicja Rosolska Abigail Spears 6–3, 7–6(5)                  | Mihaela Buzărnescu Heather Watson     | Ószaka Naomi Donna Vekić             | Katie Boulter Mihaela Buzărnescu Dalila Jakupović Mona Barthel       |
| Június 11 | Ricoh Open ’s-Hertogenbosch, Hollandia WTA International $250,000 – Fű – 32E/24Q/16P            | Aleksandra Krunić 6–7(0), 7–5, 6–1                          | Kirsten Flipkens                      | Coco Vandeweghe Viktória Kužmová     | Alison Riske Veronyika Kugyermetova Arina Szabalenka Antonia Lottner |
| Június 11 | Ricoh Open ’s-Hertogenbosch, Hollandia WTA International $250,000 – Fű – 32E/24Q/16P            | Elise Mertens Demi Schuurs 3–3, feladták                    | Kiki Bertens Kirsten Flipkens         | Coco Vandeweghe Viktória Kužmová     | Alison Riske Veronyika Kugyermetova Arina Szabalenka Antonia Lottner |
| Június 18 | The Classic Birmingham Birmingham, Nagy-Britannia WTA Premier 936,128$ – Fű – 32E/32Q/16P       | Petra Kvitová 4–6, 6–1, 6–2                                 | Magdaléna Rybáriková                  | Barbora Strýcová Mihaela Buzărnescu  | Leszja Curenko Dalila Jakupović Julia Görges Elina Szvitolina        |
| Június 18 | The Classic Birmingham Birmingham, Nagy-Britannia WTA Premier 936,128$ – Fű – 32E/32Q/16P       | Babos Tímea Kristina Mladenovic 4–6, 6–3, [10–8]            | Elise Mertens Demi Schuurs            | Barbora Strýcová Mihaela Buzărnescu  | Leszja Curenko Dalila Jakupović Julia Görges Elina Szvitolina        |
| Június 18 | Mallorca Open Mallorca, Spanyolország WTA International $250,000 – Fű – 32E/24Q/16P             | Tatjana Maria 6–4, 7–5                                      | Anastasija Sevastova                  | Sofia Kenin Samantha Stosur          | Caroline Garcia Lucie Šafářová Ajla Tomljanović Alison Riske         |
| Június 18 | Mallorca Open Mallorca, Spanyolország WTA International $250,000 – Fű – 32E/24Q/16P             | Andreja Klepač María José Martínez Sánchez 6–1, 3–6, [10–3] | Lucie Šafářová Barbora Štefková       | Sofia Kenin Samantha Stosur          | Caroline Garcia Lucie Šafářová Ajla Tomljanović Alison Riske         |
| Június 25 | The International Eastbourne Eastbourne, Nagy Britannia WTA Premier $917,664 – Fű – 48E/24Q/16P | Caroline Wozniacki 7–5, 7–6(5)                              | Arina Szabalenka                      | Angelique Kerber Agnieszka Radwańska | Ashleigh Barty Darja Kaszatkina Jeļena Ostapenko Karolína Plíšková   |
| Június 25 | The International Eastbourne Eastbourne, Nagy Britannia WTA Premier $917,664 – Fű – 48E/24Q/16P | Gabriela Dabrowski Hszü Ji-fan 6–3, 7–5                     | Irina-Camelia Begu Mihaela Buzărnescu | Angelique Kerber Agnieszka Radwańska | Ashleigh Barty Darja Kaszatkina Jeļena Ostapenko Karolína Plíšková   |

### Július
| Kezdés            | Torna | Győztesek                                           | Ellenfelek a döntőben                  | Elődöntősök                              | Negyeddöntősök                                                                |
| ----------------- | --- | --------------------------------------------------- | -------------------------------------- | ---------------------------------------- | ----------------------------------------------------------------------------- |
| Július 2 Július 9 | Wimbledon London, Nagy-Britannia Grand Slam $11,174,883 – Fű 128E/96Q/64P/16Q/48V Egyéni – Páros – Vegyes páros | Angelique Kerber 6–3, 6–3                           | Serena Williams                        | Jeļena Ostapenko Julia Görges            | Dominika Cibulková Darja Kaszatkina Kiki Bertens Camila Giorgi                |
| Július 2 Július 9 | Wimbledon London, Nagy-Britannia Grand Slam $11,174,883 – Fű 128E/96Q/64P/16Q/48V Egyéni – Páros – Vegyes páros | Barbora Krejčíková Kateřina Siniaková 6–4, 4–6, 6–0 | Nicole Melichar Květa Peschke          | Jeļena Ostapenko Julia Görges            | Dominika Cibulková Darja Kaszatkina Kiki Bertens Camila Giorgi                |
| Július 2 Július 9 | Wimbledon London, Nagy-Britannia Grand Slam $11,174,883 – Fű 128E/96Q/64P/16Q/48V Egyéni – Páros – Vegyes páros | Alexander Peya Nicole Melichar 7–6(1), 6–3          | Jamie Murray Viktorija Azaranka        | Jeļena Ostapenko Julia Görges            | Dominika Cibulková Darja Kaszatkina Kiki Bertens Camila Giorgi                |
| Július 16         | Bucharest Open Bukarest, Románia WTA International $250,000 – Salak (Vörös) – 32E/32Q/16P                       | Anastasija Sevastova 7–6(4), 6–2                    | Petra Martić                           | Polona Hercog Mihaela Buzărnescu         | Sorana Cîrstea Unsz Dzsábir Laura Siegemund Vang Ja-fan                       |
| Július 16         | Bucharest Open Bukarest, Románia WTA International $250,000 – Salak (Vörös) – 32E/32Q/16P                       | Irina-Camelia Begu Andreea Mitu 6–3, 6–4            | Danka Kovinić Maryna Zanevska          | Polona Hercog Mihaela Buzărnescu         | Sorana Cîrstea Unsz Dzsábir Laura Siegemund Vang Ja-fan                       |
| Július 16         | Ladies Championship Gstaad Gstaad, Svájc WTA International $250,000 – Salak (Vörös) – 32E/24Q/16P               | Alizé Cornet 6–4, 7–6(6)                            | Mandy Minella                          | Eugenie Bouchard Markéta Vondroušová     | Samantha Stosur Veronyika Kugyermetova Jevgenyija Rogyina Sara Sorribes Tormo |
| Július 16         | Ladies Championship Gstaad Gstaad, Svájc WTA International $250,000 – Salak (Vörös) – 32E/24Q/16P               | Alexa Guarachi Desirae Krawczyk 4–6, 6–4, [10–6]    | Lara Arruabarrena Bacsinszky Tímea     | Eugenie Bouchard Markéta Vondroušová     | Samantha Stosur Veronyika Kugyermetova Jevgenyija Rogyina Sara Sorribes Tormo |
| Július 23         | Moscow Open Moszkva, Oroszország WTA International $750,000 – Salak (Vörös) – 32E/24Q/16P                       | Olga Danilović 7–5, 6–7(1), 6–4                     | Anasztaszija Potapova                  | Aljakszandra Szasznovics Tamara Zidanšek | Julia Görges Anastasija Sevastova Valentyina Ivahnyenko Laura Siegemund       |
| Július 23         | Moscow Open Moszkva, Oroszország WTA International $750,000 – Salak (Vörös) – 32E/24Q/16P                       | Anasztaszija Potapova Vera Zvonarjova 6–0, 6–3      | Alekszandra Panova Galina Voszkobojeva | Aljakszandra Szasznovics Tamara Zidanšek | Julia Görges Anastasija Sevastova Valentyina Ivahnyenko Laura Siegemund       |
| Július 23         | Jiangxi Open Nancsang, Kína WTA International $250,000 – Kemény – 32E/24Q/16P                                   | Vang Csiang 7–5, 4–0 feladta                        | Cseng Szaj-szaj                        | Csu Lin Magda Linette                    | Csang Suaj Hszün Fang-jing Liang En-suo Liu Fang-csou                         |
| Július 23         | Jiangxi Open Nancsang, Kína WTA International $250,000 – Kemény – 32E/24Q/16P                                   | Csiang Hszin-jü Tang Csien-huj 6–4, 6–4             | Lu Csing-csing Ju Hsziao-ti            | Csu Lin Magda Linette                    | Csang Suaj Hszün Fang-jing Liang En-suo Liu Fang-csou                         |
| Július 30         | Silicon Valley Classic San José, Amerikai Egyesült Államok WTA Premier $799,000 – Kemény – 28E/16Q/16P          | Mihaela Buzărnescu 6–1, 6–0                         | María Szákari                          | Danielle Collins Elise Mertens           | Viktorija Azaranka Venus Williams Konta Johanna Ajla Tomljanović              |
| Július 30         | Silicon Valley Classic San José, Amerikai Egyesült Államok WTA Premier $799,000 – Kemény – 28E/16Q/16P          | Latisha Chan Květa Peschke 6–4, 6–1                 | Ljudmila Kicsenok Nagyija Kicsenok     | Danielle Collins Elise Mertens           | Viktorija Azaranka Venus Williams Konta Johanna Ajla Tomljanović              |
| Július 30         | Citi Open Washington, Amerikai Egyesült Államok WTA International $250,000 – Kemény – 32E/16Q/16P               | Szvetlana Kuznyecova 4–6, 7–6(7), 6–2               | Donna Vekić                            | Cseng Szaj-szaj Andrea Petković          | Allie Kiick Magda Linette Julija Putyinceva Belinda Bencic                    |
| Július 30         | Citi Open Washington, Amerikai Egyesült Államok WTA International $250,000 – Kemény – 32E/16Q/16P               | Han Hszin-jün Darija Jurak 6–3, 6–2                 | Alexa Guarachi Erin Routliffe          | Cseng Szaj-szaj Andrea Petković          | Allie Kiick Magda Linette Julija Putyinceva Belinda Bencic                    |

### Augusztus
| Kezdés                    | Torna | Győztesek                                                      | Ellenfelek a döntőben             | Elődöntősök                       | Elődöntősök                       | Negyeddöntősök                                                        |
| ------------------------- | --- | -------------------------------------------------------------- | --------------------------------- | --------------------------------- | --------------------------------- | --------------------------------------------------------------------- |
| Augusztus 6               | Canadian Open Montréal, Kanada WTA Premier 5 $2,820,000 – Kemény – 56E/48Q/28P                                              | Simona Halep 7–6(6), 3–6, 6–4                                  | Sloane Stephens                   | Ashleigh Barty Elina Szvitolina   | Ashleigh Barty Elina Szvitolina   | Caroline Garcia Kiki Bertens Anastasija Sevastova Elise Mertens       |
| Augusztus 6               | Canadian Open Montréal, Kanada WTA Premier 5 $2,820,000 – Kemény – 56E/48Q/28P                                              | Ashleigh Barty Demi Schuurs 4–6, 6–3, [10–8]                   | Latisha Chan Jekatyerina Makarova | Ashleigh Barty Elina Szvitolina   | Ashleigh Barty Elina Szvitolina   | Caroline Garcia Kiki Bertens Anastasija Sevastova Elise Mertens       |
| Augusztus 13              | Western & Southern Open Cincinnati, Amerikai Egyesült Államok WTA Premier 5 2,874,299$ – Kemény – 56E/48Q/28P               | Kiki Bertens 2–6, 7–6(6), 6–2                                  | Simona Halep                      | Arina Szabalenka Petra Kvitová    | Arina Szabalenka Petra Kvitová    | Leszja Curenko Madison Keys Elise Mertens Elina Szvitolina            |
| Augusztus 13              | Western & Southern Open Cincinnati, Amerikai Egyesült Államok WTA Premier 5 2,874,299$ – Kemény – 56E/48Q/28P               | Lucie Hradecká Jekatyerina Makarova 6–2, 7–5                   | Elise Mertens Demi Schuurs        | Arina Szabalenka Petra Kvitová    | Arina Szabalenka Petra Kvitová    | Leszja Curenko Madison Keys Elise Mertens Elina Szvitolina            |
| Augusztus 20              | Connecticut Open New Haven, Amerikai Egyesült Államok WTA Premier 799,000$ – Kemény – 30E/48Q/16P                           | Arina Szabalenka 6–1, 6–4                                      | Carla Suárez Navarro              | Julia Görges Mónica Puig          | Julia Görges Mónica Puig          | Belinda Bencic Jekatyerina Makarova Petra Kvitová Caroline Garcia     |
| Augusztus 20              | Connecticut Open New Haven, Amerikai Egyesült Államok WTA Premier 799,000$ – Kemény – 30E/48Q/16P                           | Andrea Sestini Hlaváčková Barbora Strýcová 6–4, 6–7(7), [10–4] | Hszie Su-vej Laura Siegemund      | Julia Görges Mónica Puig          | Julia Görges Mónica Puig          | Belinda Bencic Jekatyerina Makarova Petra Kvitová Caroline Garcia     |
| Augusztus 27 Szeptember 3 | US Open New York, Amerikai Egyesült Államok Grand Slam $53,000,000 – Kemény 128E/128Q/64P/32V Egyéni – Páros – Vegyes páros | Ószaka Naomi 6–2, 6–4                                          | Serena Williams                   | Anastasija Sevastova Madison Keys | Anastasija Sevastova Madison Keys | Karolína Plíšková Sloane Stephens Carla Suárez Navarro Leszja Curenko |
| Augusztus 27 Szeptember 3 | US Open New York, Amerikai Egyesült Államok Grand Slam $53,000,000 – Kemény 128E/128Q/64P/32V Egyéni – Páros – Vegyes páros | Ashleigh Barty Coco Vandeweghe 3–6, 7–6(2), 7–6(6)             | Babos Tímea Kristina Mladenovic   | Anastasija Sevastova Madison Keys | Anastasija Sevastova Madison Keys | Karolína Plíšková Sloane Stephens Carla Suárez Navarro Leszja Curenko |
| Augusztus 27 Szeptember 3 | US Open New York, Amerikai Egyesült Államok Grand Slam $53,000,000 – Kemény 128E/128Q/64P/32V Egyéni – Páros – Vegyes páros | Bethanie Mattek-Sands Jamie Murray 2–6, 6–3, [11–9]            | Alicja Rosolska Nikola Mektić     | Anastasija Sevastova Madison Keys | Anastasija Sevastova Madison Keys | Karolína Plíšková Sloane Stephens Carla Suárez Navarro Leszja Curenko |

### Szeptember
| Kezdés        | Torna                                                                                        | Győztesek                                       | Ellenfelek a döntőben                      | Elődöntősök                   | Negyeddöntősök                                                                |
| ------------- | -------------------------------------------------------------------------------------------- | ----------------------------------------------- | ------------------------------------------ | ----------------------------- | ----------------------------------------------------------------------------- |
| Szeptember 10 | Coupe Banque Nationale Québec, Kanada WTA International $250,000 – Szőnyeg (f) – 32E/24Q/16P | Pauline Parmentier 7–5, 6–2                     | Jessica Pegula                             | Heather Watson Sofia Kenin    | Varvara Lepchenko Rebecca Marino Mónica Puig Petra Martić                     |
| Szeptember 10 | Coupe Banque Nationale Québec, Kanada WTA International $250,000 – Szőnyeg (f) – 32E/24Q/16P | Asia Muhammad Maria Sanchez 6–4, 6–3            | Darija Jurak Xenia Knoll                   | Heather Watson Sofia Kenin    | Varvara Lepchenko Rebecca Marino Mónica Puig Petra Martić                     |
| Szeptember 10 | Japan Women's Open Hirosima, Japán WTA International $250,000 – Kemény – 32E/32Q/16P         | Hszie Su-vej 6–2, 6–2                           | Amanda Anisimova                           | Csang Suaj Vang Csiang        | Zarina Dias Anna Karolína Schmiedlová Magda Linette Ajla Tomljanović          |
| Szeptember 10 | Japan Women's Open Hirosima, Japán WTA International $250,000 – Kemény – 32E/32Q/16P         | Eri Hozumi Csang Suaj 6–2, 6–4                  | Miyu Kato Makoto Ninomiya                  | Csang Suaj Vang Csiang        | Zarina Dias Anna Karolína Schmiedlová Magda Linette Ajla Tomljanović          |
| Szeptember 17 | Toray Pan Pacific Open Tokió, Japán WTA Premier $799,000 – Kemény – 28E/32Q/16P              | Karolína Plíšková 6–4, 6–4                      | Ószaka Naomi                               | Camila Giorgi Donna Vekić     | Viktorija Azaranka Barbora Strýcová Alison Riske Caroline Garcia              |
| Szeptember 17 | Toray Pan Pacific Open Tokió, Japán WTA Premier $799,000 – Kemény – 28E/32Q/16P              | Miyu Kato Makoto Ninomiya 6–4, 6–4              | Andrea Sestini Hlaváčková Barbora Strýcová | Camila Giorgi Donna Vekić     | Viktorija Azaranka Barbora Strýcová Alison Riske Caroline Garcia              |
| Szeptember 17 | Korea Open Szöul, Dél-Korea WTA International $250,000 – Kemény – 32E/24Q/16P                | Kiki Bertens 7–6(2), 4–6, 6–2                   | Ajla Tomljanović                           | Hszie Su-vej María Szákari    | Jekatyerina Alekszandrova Mandy Minella Irina-Camelia Begu Jevgenyija Rogyina |
| Szeptember 17 | Korea Open Szöul, Dél-Korea WTA International $250,000 – Kemény – 32E/24Q/16P                | Choi Ji-hee Han Na-lae 6–3, 6–2                 | Hszie Su-jing Hszie Su-vej                 | Hszie Su-vej María Szákari    | Jekatyerina Alekszandrova Mandy Minella Irina-Camelia Begu Jevgenyija Rogyina |
| Szeptember 17 | Guangzhou Open Kanton, Kína WTA International $250,000 – Kemény – 32E/24Q/16P                | Vang Csiang 6–1, 6–2                            | Julija Putyinceva                          | Bernarda Pera Andrea Petković | Katerina Kozlova Aleksandra Krunić Fiona Ferro Vera Lapko                     |
| Szeptember 17 | Guangzhou Open Kanton, Kína WTA International $250,000 – Kemény – 32E/24Q/16P                | Monique Adamczak Jessica Moore 4–6, 7–5, [10–4] | Danka Kovinić Vera Lapko                   | Bernarda Pera Andrea Petković | Katerina Kozlova Aleksandra Krunić Fiona Ferro Vera Lapko                     |
| Szeptember 24 | Wuhan Open Vuhan, Kína WTA Premier 5 $2,746,000 – Kemény – 56E/32Q/28P                       | Arina Szabalenka 6–3, 6–3                       | Anett Kontaveit                            | Ashleigh Barty Vang Csiang    | Dominika Cibulková Anasztaszija Pavljucsenkova Kateřina Siniaková Mónica Puig |
| Szeptember 24 | Wuhan Open Vuhan, Kína WTA Premier 5 $2,746,000 – Kemény – 56E/32Q/28P                       | Elise Mertens Demi Schuurs 6–3, 6–3             | Andrea Sestini Hlaváčková Barbora Strýcová | Ashleigh Barty Vang Csiang    | Dominika Cibulková Anasztaszija Pavljucsenkova Kateřina Siniaková Mónica Puig |
| Szeptember 24 | Tashkent Open Taskent, Üzbegisztán WTA International $250,000 – Kemény – 32E/16Q/16P         | Margarita Gaszparjan 6–2, 6–1                   | Anasztaszija Potapova                      | Katerina Kozlova Mona Barthel | Anna Karolína Schmiedlová Dalila Jakupović Stollár Fanny Vera Lapko           |
| Szeptember 24 | Tashkent Open Taskent, Üzbegisztán WTA International $250,000 – Kemény – 32E/16Q/16P         | Olga Danilović Tamara Zidanšek 7–5, 6–3         | Irina-Camelia Begu Raluca Olaru            | Katerina Kozlova Mona Barthel | Anna Karolína Schmiedlová Dalila Jakupović Stollár Fanny Vera Lapko           |

### Október
| Kezdés     | Torna                                                                                           | Győztesek                                                   | Ellenfelek a döntőben                 | Elődöntősök                          | Negyeddöntősök |
| ---------- | ----------------------------------------------------------------------------------------------- | ----------------------------------------------------------- | ------------------------------------- | ------------------------------------ | --- |
| Október 1  | China Open Peking, Kína WTA Premier Mandatory $8,285,274 – Kemény – 60E/32Q/28P                 | Caroline Wozniacki 6–3, 6–3                                 | Anastasija Sevastova                  | Ószaka Naomi Vang Csiang             | Dominika Cibulková Csang Suaj Arina Szabalenka Kateřina Siniaková                                                                                  |
| Október 1  | China Open Peking, Kína WTA Premier Mandatory $8,285,274 – Kemény – 60E/32Q/28P                 | Andrea Sestini Hlaváčková Barbora Strýcová 4–6, 6–4, [10–8] | Gabriela Dabrowski Hszü Ji-fan        | Ószaka Naomi Vang Csiang             | Dominika Cibulková Csang Suaj Arina Szabalenka Kateřina Siniaková                                                                                  |
| Október 8  | Tianjin Open Tiencsin, Kína WTA International $250,000 – Kemény – 32E/24Q/16P                   | Caroline Garcia 7–6(7), 6–3                                 | Karolína Plíšková                     | Bacsinszky Tímea Hszie Su-vej        | Katie Boulter Arina Szabalenka Elise Mertens Petra Martić                                                                                          |
| Október 8  | Tianjin Open Tiencsin, Kína WTA International $250,000 – Kemény – 32E/24Q/16P                   | Nicole Melichar Květa Peschke 6–4, 6–2                      | Monique Adamczak Jessica Moore        | Bacsinszky Tímea Hszie Su-vej        | Katie Boulter Arina Szabalenka Elise Mertens Petra Martić                                                                                          |
| Október 8  | Hong Kong Open Hongkong WTA International $250,000 – Kemény – 32E/24Q/16P                       | Dajana Jasztremszka 6–2, 6–1                                | Vang Csiang                           | Garbiñe Muguruza Csang Suaj          | Elina Szvitolina Luksika Kumkhum Kristína Kučová Daria Gavrilova                                                                                   |
| Október 8  | Hong Kong Open Hongkong WTA International $250,000 – Kemény – 32E/24Q/16P                       | Samantha Stosur Csang Suaj 6–4, 6–4                         | Aojama Súko Lidzija Marozava          | Garbiñe Muguruza Csang Suaj          | Elina Szvitolina Luksika Kumkhum Kristína Kučová Daria Gavrilova                                                                                   |
| Október 8  | Ladies Linz Linz, Ausztria WTA International $250,000 – Kemény (f) – 32E/32Q/16P                | Camila Giorgi 6–3, 6–1                                      | Jekatyerina Alekszandrova             | Andrea Petković Alison Van Uytvanck  | Kristina Mladenovic Anasztaszija Pavljucsenkova Barbora Strýcová Margarita Gaszparjan                                                              |
| Október 8  | Ladies Linz Linz, Ausztria WTA International $250,000 – Kemény (f) – 32E/32Q/16P                | Kirsten Flipkens Johanna Larsson 4–6, 6–4, [10–5]           | Raquel Atawo Anna-Lena Grönefeld      | Andrea Petković Alison Van Uytvanck  | Kristina Mladenovic Anasztaszija Pavljucsenkova Barbora Strýcová Margarita Gaszparjan                                                              |
| Október 15 | Kremlin Cup Moszkva, Oroszország WTA Premier $932,866 – Kemény (f) – 28E/32Q/16P                | Darja Kaszatkina 2–6, 7–6(3), 6–4                           | Unsz Dzsábir                          | Konta Johanna Anastasija Sevastova   | Anasztaszija Pavljucsenkova Aljakszandra Szasznovics Anett Kontaveit Vera Zvonarjova                                                               |
| Október 15 | Kremlin Cup Moszkva, Oroszország WTA Premier $932,866 – Kemény (f) – 28E/32Q/16P                | Alekszandra Panova Laura Siegemund 6–2, 7–6(2)              | Darija Jurak Raluca Olaru             | Konta Johanna Anastasija Sevastova   | Anasztaszija Pavljucsenkova Aljakszandra Szasznovics Anett Kontaveit Vera Zvonarjova                                                               |
| Október 15 | BGL Luxembourg Open Luxembourg, Luxemburg WTA International $250,000 – Kemény (f) – 32E/32Q/16P | Julia Görges 6–4, 7–5                                       | Belinda Bencic                        | Eugenie Bouchard Dajana Jasztremszka | Donna Vekić Andrea Petković Vera Lapko Margarita Gaszparjan                                                                                        |
| Október 15 | BGL Luxembourg Open Luxembourg, Luxemburg WTA International $250,000 – Kemény (f) – 32E/32Q/16P | Greet Minnen Alison Van Uytvanck 7–6(3), 6–2                | Vera Lapko Mandy Minella              | Eugenie Bouchard Dajana Jasztremszka | Donna Vekić Andrea Petković Vera Lapko Margarita Gaszparjan                                                                                        |
| Október 22 | WTA Finals Szingapúr Év végi világbajnokság $7,000,000 – Kemény (f) – 8E (KM)/8P                | Elina Szvitolina 3–6, 6–2, 6–2                              | Sloane Stephens                       | Karolína Plíšková Kiki Bertens       | Körmérkőzéses szakasz Angelique Kerber Ószaka Naomi Caroline Wozniacki Petra Kvitová                                                               |
| Október 22 | WTA Finals Szingapúr Év végi világbajnokság $7,000,000 – Kemény (f) – 8E (KM)/8P                | Babos Tímea Kristina Mladenovic 6–4, 7–5                    | Barbora Krejčíková Kateřina Siniaková | Karolína Plíšková Kiki Bertens       | Körmérkőzéses szakasz Angelique Kerber Ószaka Naomi Caroline Wozniacki Petra Kvitová                                                               |
| Október 29 | WTA Elite Trophy Csuhaj, Kína Év végi bajnokság $2,349,363 – Kemény (f) – 12E (KM)/6P (KM)      | Ashleigh Barty 6–3, 6–4                                     | Vang Csiang                           | Julia Görges Garbiñe Muguruza        | Körmérkőzéses szakasz Madison Keys Darja Kaszatkina Anastasija Sevastova Csang Suaj Arina Szabalenka Caroline Garcia Elise Mertens Anett Kontaveit |
| Október 29 | WTA Elite Trophy Csuhaj, Kína Év végi bajnokság $2,349,363 – Kemény (f) – 12E (KM)/6P (KM)      | Ljudmila Kicsenok Nagyija Kicsenok 6–4, 3–6, [10–7]         | Aojama Súko Lidzija Marozava          | Julia Görges Garbiñe Muguruza        | Körmérkőzéses szakasz Madison Keys Darja Kaszatkina Anastasija Sevastova Csang Suaj Arina Szabalenka Caroline Garcia Elise Mertens Anett Kontaveit |

### November
| Kezdés     | Torna                                         | Győztesek        | Ellenfelek a döntőben     | Elődöntősök | Negyeddöntősök |
| ---------- | --------------------------------------------- | ---------------- | ------------------------- | ----------- | -------------- |
| November 5 | Fed-kupa döntő Prága, Csehország – Kemény (f) | Csehország · 3–0 | Amerikai Egyesült Államok |             |                |

## Statisztika
Az alábbi táblázat az egyéniben (E), párosban (P) és vegyes párosban (V) elért győzelmek számát mutatja játékosonként, illetve országonként. Az oszlopokban a feltüntetett színekkel vannak elkülönítve egymástól a Grand Slam-tornák, az év végi bajnokságok (WTA Finals és WTA Elite Trophy), a Premier tornák (Premier Mandatory, Premier 5, Premier) és az International tornák.
A játékosok/országok sorrendjét a következők határozzák meg: 1. győzelmek száma (azonos nemzetbeliek által megszerzett páros győzelem csak egyszer számít); 2. torna rangja (a táblázat szerinti sorrendben); 3. versenyszám (egyéni – páros – vegyes páros); 4. ábécésorrend.
| Grand Slam tornák     |
| Évvégi bajnokságok    |
| WTA Premier Mandatory |
| WTA Premier 5         |
| WTA Premier           |
| WTA International     |

### Győzelmek játékosonként
| Össz | Játékos                           | E | P | V | E | P | E | P | E | P | E | P | E | P | E | P | V |
| ---- | --------------------------------- | - | - | - | - | - | - | - | - | - | - | - | - | - | - | - | - |
| 7    | Demi Schuurs (NED)                |   |   |   |   |   |   |   |   | ● |   | ● |   | ● | 0 | 7 | 0 |
| 7    | Elise Mertens (BEL)               |   |   |   |   |   |   |   |   | ● |   |   | ● | ● | 3 | 4 | 0 |
| 6    | Ashleigh Barty (AUS)              |   | ● |   | ● |   |   | ● |   | ● |   |   | ● |   | 2 | 4 | 0 |
| 5    | Petra Kvitová (CZE)               |   |   |   |   |   | ● |   | ● |   | ● |   | ● |   | 5 | 0 | 0 |
| 4    | Simona Halep (ROU)                | ● |   |   |   |   |   |   | ● |   |   |   | ● | ● | 3 | 1 | 0 |
| 4    | Babos Tímea (HUN)                 |   | ● |   |   | ● |   |   |   |   |   | ● | ● |   | 1 | 3 | 0 |
| 4    | Gabriela Dabrowski (CAN)          |   |   | ● |   |   |   |   |   | ● |   | ● |   |   | 0 | 3 | 1 |
| 4    | Elina Szvitolina (UKR)            |   |   |   | ● |   |   |   | ● |   | ● |   |   |   | 4 | 0 | 0 |
| 4    | Kiki Bertens (NED)                |   |   |   |   |   |   |   | ● |   | ● | ● | ● |   | 3 | 1 | 0 |
| 3    | Caroline Wozniacki (DEN)          | ● |   |   |   |   | ● |   |   |   | ● |   |   |   | 3 | 0 | 0 |
| 3    | Kristina Mladenovic (FRA)         |   | ● |   |   | ● |   |   |   |   |   | ● |   |   | 0 | 3 | 0 |
| 3    | Nicole Melichar (USA)             |   |   | ● |   |   |   |   |   |   |   |   |   | ● | 0 | 2 | 1 |
| 3    | Barbora Strýcová (CZE)            |   |   |   |   |   |   | ● |   |   |   | ● |   |   | 0 | 3 | 0 |
| 3    | Květa Peschke (CZE)               |   |   |   |   |   |   |   |   |   |   | ● |   | ● | 0 | 3 | 0 |
| 3    | Csang Suaj (CHN)                  |   |   |   |   |   |   |   |   |   |   |   |   | ● | 0 | 3 | 0 |
| 2    | Ószaka Naomi (JPN)                | ● |   |   |   |   | ● |   |   |   |   |   |   |   | 2 | 0 | 0 |
| 2    | Angelique Kerber (GER)            | ● |   |   |   |   |   |   |   |   | ● |   |   |   | 2 | 0 | 0 |
| 2    | Barbora Krejčíková (CZE)          |   | ● |   |   |   |   |   |   |   |   |   |   |   | 0 | 2 | 0 |
| 2    | Kateřina Siniaková (CZE)          |   | ● |   |   |   |   |   |   |   |   |   |   |   | 0 | 2 | 0 |
| 2    | Coco Vandeweghe (USA)             |   | ● |   |   |   |   | ● |   |   |   |   |   |   | 0 | 2 | 0 |
| 2    | Latisha Chan (TPE)                |   |   | ● |   |   |   |   |   |   |   | ● |   |   | 0 | 1 | 1 |
| 2    | Jekatyerina Makarova (RUS)        |   |   |   |   |   |   | ● |   | ● |   |   |   |   | 0 | 2 | 0 |
| 2    | Andrea Sestini Hlaváčková (CZE)   |   |   |   |   |   |   | ● |   |   |   | ● |   |   | 0 | 2 | 0 |
| 2    | Hszie Su-vej (TPE)                |   |   |   |   |   |   | ● |   |   |   |   | ● |   | 1 | 1 | 0 |
| 2    | Arina Szabalenka (BLR)            |   |   |   |   |   |   |   | ● |   | ● |   |   |   | 2 | 0 | 0 |
| 2    | Karolína Plíšková (CZE)           |   |   |   |   |   |   |   |   |   | ● |   |   |   | 2 | 0 | 0 |
| 2    | Hszü Ji-fan (CHN)                 |   |   |   |   |   |   |   |   |   |   | ● |   |   | 0 | 2 | 0 |
| 2    | Mihaela Buzărnescu (ROU)          |   |   |   |   |   |   |   |   |   | ● |   |   | ● | 1 | 1 | 0 |
| 2    | Katarina Srebotnik (SLO)          |   |   |   |   |   |   |   |   |   |   | ● |   | ● | 0 | 2 | 0 |
| 2    | Vera Zvonarjova (RUS)             |   |   |   |   |   |   |   |   |   |   | ● |   | ● | 0 | 2 | 0 |
| 2    | Julia Görges (GER)                |   |   |   |   |   |   |   |   |   |   |   | ● |   | 2 | 0 | 0 |
| 2    | Pauline Parmentier (FRA)          |   |   |   |   |   |   |   |   |   |   |   | ● |   | 2 | 0 | 0 |
| 2    | Vang Csiang (CHN)                 |   |   |   |   |   |   |   |   |   |   |   | ● |   | 2 | 0 | 0 |
| 2    | Olga Danilović (SRB)              |   |   |   |   |   |   |   |   |   |   |   | ● | ● | 1 | 1 | 0 |
| 2    | Johanna Larsson (SWE)             |   |   |   |   |   |   |   |   |   |   |   | ● | ● | 1 | 1 | 0 |
| 2    | Tatjana Maria (GER)               |   |   |   |   |   |   |   |   |   |   |   | ● | ● | 1 | 1 | 0 |
| 2    | Alison Van Uytvanck (BEL)         |   |   |   |   |   |   |   |   |   |   |   | ● | ● | 1 | 1 | 0 |
| 2    | Irina-Camelia Begu (ROU)          |   |   |   |   |   |   |   |   |   |   |   |   | ● | 0 | 2 | 0 |
| 2    | Kirsten Flipkens (BEL)            |   |   |   |   |   |   |   |   |   |   |   |   | ● | 0 | 2 | 0 |
| 2    | Raluca Olaru (ROU)                |   |   |   |   |   |   |   |   |   |   |   |   | ● | 0 | 2 | 0 |
| 1    | Bethanie Mattek-Sands (USA)       |   |   | ● |   |   |   |   |   |   |   |   |   |   | 0 | 0 | 1 |
| 1    | Ljudmila Kicsenok (UKR)           |   |   |   |   | ● |   |   |   |   |   |   |   |   | 0 | 1 | 0 |
| 1    | Nagyija Kicsenok (UKR)            |   |   |   |   | ● |   |   |   |   |   |   |   |   | 0 | 1 | 0 |
| 1    | Sloane Stephens (USA)             |   |   |   |   |   | ● |   |   |   |   |   |   |   | 1 | 0 | 0 |
| 1    | Jelena Vesznyina (RUS)            |   |   |   |   |   |   | ● |   |   |   |   |   |   | 0 | 1 | 0 |
| 1    | Lucie Hradecká (CZE)              |   |   |   |   |   |   |   |   | ● |   |   |   |   | 0 | 1 | 0 |
| 1    | Jeļena Ostapenko (LAT)            |   |   |   |   |   |   |   |   | ● |   |   |   |   | 0 | 1 | 0 |
| 1    | Darja Kaszatkina (RUS)            |   |   |   |   |   |   |   |   |   | ● |   |   |   | 1 | 0 | 0 |
| 1    | Raquel Atawo (USA)                |   |   |   |   |   |   |   |   |   |   | ● |   |   | 0 | 1 | 0 |
| 1    | Bacsinszky Tímea (SUI)            |   |   |   |   |   |   |   |   |   |   | ● |   |   | 0 | 1 | 0 |
| 1    | Csan Hao-csing (TPE)              |   |   |   |   |   |   |   |   |   |   | ● |   |   | 0 | 1 | 0 |
| 1    | Anna-Lena Grönefeld (GER)         |   |   |   |   |   |   |   |   |   |   | ● |   |   | 0 | 1 | 0 |
| 1    | Miyu Kato (JPN)                   |   |   |   |   |   |   |   |   |   |   | ● |   |   | 0 | 1 | 0 |
| 1    | Alla Kudrjavceva (RUS)            |   |   |   |   |   |   |   |   |   |   | ● |   |   | 0 | 1 | 0 |
| 1    | Makoto Ninomiya (JPN)             |   |   |   |   |   |   |   |   |   |   | ● |   |   | 0 | 1 | 0 |
| 1    | Alekszandra Panova (RUS)          |   |   |   |   |   |   |   |   |   |   | ● |   |   | 0 | 1 | 0 |
| 1    | Laura Siegemund (GER)             |   |   |   |   |   |   |   |   |   |   | ● |   |   | 0 | 1 | 0 |
| 1    | Jang Csao-hszüan (CHN)            |   |   |   |   |   |   |   |   |   |   | ● |   |   | 0 | 1 | 0 |
| 1    | Alizé Cornet (FRA)                |   |   |   |   |   |   |   |   |   |   |   | ● |   | 1 | 0 | 0 |
| 1    | Leszja Curenko (UKR)              |   |   |   |   |   |   |   |   |   |   |   | ● |   | 1 | 0 | 0 |
| 1    | Caroline Garcia (FRA)             |   |   |   |   |   |   |   |   |   |   |   | ● |   | 1 | 0 | 0 |
| 1    | Margarita Gaszparjan (RUS)        |   |   |   |   |   |   |   |   |   |   |   | ● |   | 1 | 0 | 0 |
| 1    | Camila Giorgi (ITA)               |   |   |   |   |   |   |   |   |   |   |   | ● |   | 1 | 0 | 0 |
| 1    | Dajana Jasztremszka (UKR)         |   |   |   |   |   |   |   |   |   |   |   | ● |   | 1 | 0 | 0 |
| 1    | Aleksandra Krunić (SRB)           |   |   |   |   |   |   |   |   |   |   |   | ● |   | 1 | 0 | 0 |
| 1    | Szvetlana Kuznyecova (RUS)        |   |   |   |   |   |   |   |   |   |   |   | ● |   | 1 | 0 | 0 |
| 1    | Garbiñe Muguruza (ESP)            |   |   |   |   |   |   |   |   |   |   |   | ● |   | 1 | 0 | 0 |
| 1    | Anasztaszija Pavljucsenkova (FRA) |   |   |   |   |   |   |   |   |   |   |   | ● |   | 1 | 0 | 0 |
| 1    | Anna Karolína Schmiedlová (SVK)   |   |   |   |   |   |   |   |   |   |   |   | ● |   | 1 | 0 | 0 |
| 1    | Anastasija Sevastova (LAT)        |   |   |   |   |   |   |   |   |   |   |   | ● |   | 1 | 0 | 0 |
| 1    | Monique Adamczak (AUS)            |   |   |   |   |   |   |   |   |   |   |   |   | ● | 0 | 1 | 0 |
| 1    | Anna Blinkova (RUS)               |   |   |   |   |   |   |   |   |   |   |   |   | ● | 0 | 1 | 0 |
| 1    | Naomi Broady (USA)                |   |   |   |   |   |   |   |   |   |   |   |   | ● | 0 | 1 | 0 |
| 1    | Choi Ji-hee (KOR)                 |   |   |   |   |   |   |   |   |   |   |   |   | ● | 0 | 1 | 0 |
| 1    | Liang Csen (CHN)                  |   |   |   |   |   |   |   |   |   |   |   |   | ● | 0 | 1 | 0 |
| 1    | Csiang Hszin-jü (CHN)             |   |   |   |   |   |   |   |   |   |   |   |   | ● | 0 | 1 | 0 |
| 1    | Sara Errani (ITA)                 |   |   |   |   |   |   |   |   |   |   |   |   | ● | 0 | 1 | 0 |
| 1    | Alexa Guarachi (CHI)              |   |   |   |   |   |   |   |   |   |   |   |   | ● | 0 | 1 | 0 |
| 1    | Han Hszin-jün (CHN)               |   |   |   |   |   |   |   |   |   |   |   |   | ● | 0 | 1 | 0 |
| 1    | Hozumi Eri (JPN)                  |   |   |   |   |   |   |   |   |   |   |   |   | ● | 0 | 1 | 0 |
| 1    | Irina Hromacsova (RUS)            |   |   |   |   |   |   |   |   |   |   |   |   | ● | 0 | 1 | 0 |
| 1    | Dalila Jakupović (SLO)            |   |   |   |   |   |   |   |   |   |   |   |   | ● | 0 | 1 | 0 |
| 1    | Darija Jurak (CRO)                |   |   |   |   |   |   |   |   |   |   |   |   | ● | 0 | 1 | 0 |
| 1    | Andreja Klepač (SLO)              |   |   |   |   |   |   |   |   |   |   |   |   | ● | 0 | 1 | 0 |
| 1    | Desirae Krawczyk (USA)            |   |   |   |   |   |   |   |   |   |   |   |   | ● | 0 | 1 | 0 |
| 1    | María José Martínez Sánchez (ESP) |   |   |   |   |   |   |   |   |   |   |   |   | ● | 0 | 1 | 0 |
| 1    | Greet Minnen (BEL)                |   |   |   |   |   |   |   |   |   |   |   |   | ● | 0 | 1 | 0 |
| 1    | Andreea Mitu (ROU)                |   |   |   |   |   |   |   |   |   |   |   |   | ● | 0 | 1 | 0 |
| 1    | Jessica Moore (AUS)               |   |   |   |   |   |   |   |   |   |   |   |   | ● | 0 | 1 | 0 |
| 1    | Asia Muhammad (USA)               |   |   |   |   |   |   |   |   |   |   |   |   | ● | 0 | 1 | 0 |
| 1    | Georgina García Pérez (SPA)       |   |   |   |   |   |   |   |   |   |   |   |   | ● | 0 | 1 | 0 |
| 1    | Han Na-lae (KOR)                  |   |   |   |   |   |   |   |   |   |   |   |   | ● | 0 | 1 | 0 |
| 1    | Anasztaszija Potapova (CZE)       |   |   |   |   |   |   |   |   |   |   |   |   | ● | 0 | 1 | 0 |
| 1    | Alicja Rosolska (POL)             |   |   |   |   |   |   |   |   |   |   |   |   | ● | 0 | 1 | 0 |
| 1    | Maria Sanchez (USA)               |   |   |   |   |   |   |   |   |   |   |   |   | ● | 0 | 1 | 0 |
| 1    | Bibiane Schoofs (NED)             |   |   |   |   |   |   |   |   |   |   |   |   | ● | 0 | 1 | 0 |
| 1    | Abigail Spears (USA)              |   |   |   |   |   |   |   |   |   |   |   |   | ● | 0 | 1 | 0 |
| 1    | Stollár Fanny (HUN)               |   |   |   |   |   |   |   |   |   |   |   |   | ● | 0 | 1 | 0 |
| 1    | Samantha Stosur (AUS)             |   |   |   |   |   |   |   |   |   |   |   |   | ● | 0 | 1 | 0 |
| 1    | Sara Sorribes Tormo (ESP)         |   |   |   |   |   |   |   |   |   |   |   |   | ● | 0 | 1 | 0 |
| 1    | Tang Csien-huj (CHN)              |   |   |   |   |   |   |   |   |   |   |   |   | ● | 0 | 1 | 0 |
| 1    | Tuan Jing-jing (CHN)              |   |   |   |   |   |   |   |   |   |   |   |   | ● | 0 | 1 | 0 |
| 1    | Vang Ja-fan (CHN)                 |   |   |   |   |   |   |   |   |   |   |   |   | ● | 0 | 1 | 0 |
| 1    | Heather Watson (GBR)              |   |   |   |   |   |   |   |   |   |   |   |   | ● | 0 | 1 | 0 |
| 1    | Tamara Zidanšek (SLO)             |   |   |   |   |   |   |   |   |   |   |   |   | ● | 0 | 1 | 0 |

### Győzelmek országonként
| Össz | Ország                    | E | P | V | E | P | E | P | E | P | E | P | E | P | E | P | V |
| ---- | ------------------------- | - | - | - | - | - | - | - | - | - | - | - | - | - | - | - | - |
| 16   | Csehország                |   | 2 |   |   |   | 1 | 2 | 1 | 1 | 4 | 2 | 1 | 2 | 7 | 9 | 0 |
| 12   | Oroszország               |   |   |   |   |   |   | 1 |   | 1 | 1 | 3 | 3 | 3 | 4 | 8 | 0 |
| 11   | Amerikai Egyesült Államok |   | 1 | 2 |   |   | 1 | 1 |   |   |   | 1 |   | 5 | 1 | 8 | 2 |
| 11   | Hollandia                 |   |   |   |   |   |   |   | 1 | 3 | 1 | 1 | 1 | 4 | 3 | 8 | 0 |
| 11   | Kína                      |   |   |   |   |   |   |   |   |   |   | 3 | 2 | 6 | 2 | 9 | 0 |
| 10   | Belgium                   |   |   |   |   |   |   |   |   | 1 |   |   | 4 | 5 | 4 | 6 | 0 |
| 8    | Románia                   | 1 |   |   |   |   |   |   | 1 |   | 1 |   | 1 | 4 | 4 | 4 | 0 |
| 8    | Németország               | 1 |   |   |   |   |   |   |   |   | 1 | 2 | 3 | 1 | 5 | 3 | 0 |
| 8    | Ausztrália                |   | 1 |   | 1 |   |   | 1 |   | 2 |   |   | 1 | 2 | 2 | 6 | 0 |
| 7    | Franciaország             |   | 1 |   |   | 1 |   |   |   |   |   | 1 | 4 |   | 4 | 3 | 0 |
| 7    | Ukrajna                   |   |   |   | 1 | 1 |   |   | 1 |   | 2 |   | 2 |   | 6 | 1 | 0 |
| 5    | Magyarország              |   | 1 |   |   | 1 |   |   |   |   |   | 1 | 1 | 1 | 1 | 4 | 0 |
| 5    | Tajvan                    |   |   | 1 |   |   |   | 1 |   |   |   | 2 | 1 |   | 1 | 3 | 1 |
| 5    | Szlovénia                 |   |   |   |   |   |   |   |   |   |   | 1 |   | 4 | 0 | 5 | 0 |
| 4    | Japán                     | 1 |   |   |   |   | 1 |   |   |   |   | 1 |   | 1 | 2 | 2 | 0 |
| 4    | Kanada                    |   |   | 1 |   |   |   |   |   | 1 |   | 2 |   |   | 0 | 3 | 1 |
| 4    | Spanyolország             |   |   |   |   |   |   |   |   |   |   |   | 1 | 3 | 1 | 3 | 0 |
| 3    | Dánia                     | 1 |   |   |   |   | 1 |   |   |   | 1 |   |   |   | 3 | 0 | 0 |
| 3    | Szerbia                   |   |   |   |   |   |   |   |   |   |   |   | 2 | 1 | 2 | 1 | 0 |
| 2    | Fehéroroszország          |   |   |   |   |   |   |   | 1 |   | 1 |   |   |   | 2 | 0 | 0 |
| 2    | Lettország                |   |   |   |   |   |   |   |   | 1 |   |   | 1 |   | 1 | 1 | 0 |
| 2    | Olaszország               |   |   |   |   |   |   |   |   |   |   |   | 1 | 1 | 1 | 1 | 0 |
| 2    | Svédország                |   |   |   |   |   |   |   |   |   |   |   | 1 | 1 | 1 | 1 | 0 |
| 2    | Egyesült Királyság        |   |   |   |   |   |   |   |   |   |   |   |   | 2 | 0 | 2 | 0 |
| 1    | Svájc                     |   |   |   |   |   |   |   |   |   |   | 1 |   |   | 0 | 1 | 0 |
| 1    | Szlovákia                 |   |   |   |   |   |   |   |   |   |   |   | 1 |   | 1 | 0 | 0 |
| 1    | Chile                     |   |   |   |   |   |   |   |   |   |   |   |   | 1 | 0 | 1 | 0 |
| 1    | Dél-Korea                 |   |   |   |   |   |   |   |   |   |   |   |   | 1 | 0 | 1 | 0 |
| 1    | Horvátország              |   |   |   |   |   |   |   |   |   |   |   |   | 1 | 0 | 1 | 0 |
| 1    | Lengyelország             |   |   |   |   |   |   |   |   |   |   |   |   | 1 | 0 | 1 | 0 |

### Első győzelmek
Az alábbi játékosok pályafutásuk első WTA-győzelmét szerezték az adott versenyszámban 2018-ban:
Egyéni
- Ószaka Naomi – Indian Wells (Indian Wells Masters)
- Aleksandra Krunić – ’s-Hertogenbosch (Ricoh Open)
- Tatjana Maria – Mallorca (Mallorca Open)
- Olga Danilović – Moszkva (Moscow Open)
- Vang Csiang – Nancsang (Jiangxi International Women’s Tennis Open)
- Mihaela Buzărnescu – San José (Silicon Valley Classic)
- Arina Szabalenka – Connecticut (Connecticut Open)
- Dajana Jasztremszka – Hongkong (Hong Kong Open)

Páros
- Simona Halep – Sencsen (Shenzhen Open)
- Bibiane Schoofs – Auckland (ASB Classic)
- Stollár Fanny – Budapest (2018-as Hungarian Ladies Open – páros)
- Georgina García Pérez – Budapest (2018-as Hungarian Ladies Open – páros)
- Naomi Broady – Monterrey (Monterrey Open)
- Sara Sorribes Tormo – Monterrey (Monterrey Open)
- Irina Hromacsova – Bogotá (Copa Colsanitas)
- Anna Blinkova – Rabat (Grand Prix de SAR La Princesse Lalla Meryem)
- Mihaela Buzărnescu – Strasbourg (Internationaux de Strasbourg)
- Alexa Guarachi – Gstaad (Ladies Championship Gstaad)
- Desirae Krawczyk – Gstaad (Ladies Championship Gstaad)
- Anasztaszija Potapova – Moszkva (Moscow Open)
- Choi Ji-hee – Szöul (KDB Korea Open)
- Han Na-lae – Szöul (KDB Korea Open)
- Olga Danilović – Taskent (Tashkent Open)
- Tamara Zidanšek – Taskent (Tashkent Open)
- Greet Minnen – Luxembourg (BGL Luxembourg Open)
- Alison Van Uytvanck – Luxembourg (BGL Luxembourg Open)

Vegyes páros
- Latisha Csan – Párizs (2018-as Roland Garros – vegyes páros)
- Nicole Melichar – Wimbledon (2018-as wimbledoni teniszbajnokság – vegyes páros)

### Címvédések
Az alábbi játékosok megvédték előző évben szerzett bajnoki címüket:
Egyéni
- Elise Mertens – Hobart (Moorilla Hobart International)
- Elina Szvitolina – Dubaj (Dubai Duty Free Tennis Championships); Róma (Internazionali BNL d'Italia)
- Leszja Curenko – Acapulco (Abierto Mexicano Telcel)
- Petra Kvitová – Birmingham (AEGON Classic)

Páros
- Raquel Atawo – Stuttgart (Porsche Tennis Grand Prix)
- Květa Peschke – Prága (Sparta Prague Open)
- Irina-Camelia Begu – Bukarest (BRD Bucharest Open)
- Csiang Hszin-jü – Nancsang (Jiangxi International Women’s Tennis Open)
- Tang Csien-huj – Nancsang (Jiangxi International Women’s Tennis Open)
- Johanna Larsson – Linz (Ladies Linz)
- Babos Tímea – Szingapúr (2018-as WTA Finals)

### Top 10 belépők
Az alábbi játékosok pályafutásuk során először kerültek a világranglista első 10 helyezettje közé:
Egyéni
- Julia Görges (belépés a 10. helyre február 5-én)
- Sloane Stephens (belépés a 9. helyre április 2-án)
- Ószaka Naomi (belépés a 7. helyre szeptember 10-én)
- Kiki Bertens (belépés a 10. helyre október 8-án)
- Darja Kaszatkina (belépés a 10. helyre október 22-én)

Páros
- Kateřina Siniaková (belépés a 8. helyre január 29-én)
- Ashleigh Barty (belépés a 10. helyre január 29-én)
- Gabriela Dabrowski (belépés a 8. helyre február 19-én)
- Hszü Ji-fan (belépés a 9. helyre március 19-én)
- Barbora Krejčíková (belépés a 9. helyre június 25-én)
- Demi Schuurs (belépés a 10. helyre augusztus 20-án)

## Ranglisták
A naptári évre szóló ranglistán (race) az előző szezon zárásától, a WTA Elite Trophy döntőjét követő héttől, (az éljátékosok esetében 2018-ban) szerzett pontokat tartják számon, s az októberben megrendezésre kerülő világbajnokságra való kijutás függ tőle. A WTA-világranglista ezzel szemben az előző 52 hét versenyein szerzett pontokat veszi figyelembe, a következő szisztéma alapján: egyéniben maximum 16, párosban 11 tornát lehet beszámítani, amelyekbe mindenképpen beletartoznak a Grand Slam-tornák, a Premier Mandatory-versenyek és az év végi bajnokságok, valamint a világranglista első húsz helyezettje számára a Premier 5-ös versenyeken elért két legjobb eredmény is.

### Egyéni
Az alábbi két táblázat a race (az előző WTA Elite Trophy döntője után szerzett pontok száma) és a világranglista (az előző 52 héten szerzett pontok száma) állását mutatja be egyéniben az első harminc játékossal. (Sárga alászínezéssel az évvégi világbajnokságra bejutott versenyzők, barna alászínezéssel a sérülés miatt a WTA Finals tornától visszalépett versenyző. Zöld alászínezéssel a 2018-as WTA Finals megnyerésével a WTA 2018. évi világbajnoka.)
| WTA világbajnokságra bejutás végeredménye 2018. október 22-én | WTA világbajnokságra bejutás végeredménye 2018. október 22-én | WTA világbajnokságra bejutás végeredménye 2018. október 22-én | WTA világbajnokságra bejutás végeredménye 2018. október 22-én | WTA világbajnokságra bejutás végeredménye 2018. október 22-én | WTA világbajnokságra bejutás végeredménye 2018. október 22-én |
| #                                                             | Vált.                                                         | Játékos                                                       | Ország                                                        | Pont                                                          | Tornák                                                        |
| ------------------------------------------------------------- | ------------------------------------------------------------- | ------------------------------------------------------------- | ------------------------------------------------------------- | ------------------------------------------------------------- | ------------------------------------------------------------- |
| 1                                                             | Állandó                                                       | Simona Halep                                                  | Románia                                                       | 6921                                                          | 16                                                            |
| 2                                                             | Állandó                                                       | Angelique Kerber                                              | Németország                                                   | 5375                                                          | 18                                                            |
| 3                                                             | Állandó                                                       | Caroline Wozniacki                                            | Dánia                                                         | 5086                                                          | 18                                                            |
| 4                                                             | Állandó                                                       | Ószaka Naomi                                                  | Japán                                                         | 4740                                                          | 19                                                            |
| 5                                                             | Állandó                                                       | Petra Kvitová                                                 | Csehország                                                    | 4255                                                          | 20                                                            |
| 6                                                             | Állandó                                                       | Sloane Stephens                                               | Amerikai Egyesült Államok                                     | 3943                                                          | 19                                                            |
| 7                                                             | Állandó                                                       | Elina Szvitolina                                              | Ukrajna                                                       | 3850                                                          | 18                                                            |
| 8                                                             | Állandó                                                       | Karolína Plíšková                                             | Csehország                                                    | 3840                                                          | 22                                                            |
| 9                                                             | Állandó                                                       | Kiki Bertens                                                  | Hollandia                                                     | 3710                                                          | 24                                                            |
| 10                                                            | 4                                                             | Darja Kaszatkina                                              | Oroszország                                                   | 3315                                                          | 24                                                            |
| 11                                                            | 1                                                             | Anastasija Sevastova                                          | Lettország                                                    | 3185                                                          | 22                                                            |
| 12                                                            | 2                                                             | Arina Szabalenka                                              | Fehéroroszország                                              | 3145                                                          | 26                                                            |
| 13                                                            | 2                                                             | Elise Mertens                                                 | Belgium                                                       | 3065                                                          | 22                                                            |
| 14                                                            | 2                                                             | Julia Görges                                                  | Németország                                                   | 2995                                                          | 23                                                            |
| 15                                                            | 2                                                             | Serena Williams                                               | Amerikai Egyesült Államok                                     | 2976                                                          | 9                                                             |
| 16                                                            | 1                                                             | Madison Keys                                                  | Amerikai Egyesült Államok                                     | 2817                                                          | 16                                                            |
| 17                                                            | Állandó                                                       | Garbiñe Muguruza                                              | Spanyolország                                                 | 2725                                                          | 22                                                            |
| 18                                                            | Állandó                                                       | Caroline Garcia                                               | Franciaország                                                 | 2600                                                          | 22                                                            |
| 19                                                            | Állandó                                                       | Ashleigh Barty                                                | Ausztrália                                                    | 2420                                                          | 20                                                            |
| 20                                                            | 1                                                             | Anett Kontaveit                                               | Észtország                                                    | 2375                                                          | 23                                                            |
| 21                                                            | 1                                                             | Jeļena Ostapenko                                              | Lettország                                                    | 2363                                                          | 21                                                            |
| 22                                                            | Állandó                                                       | Vang Csiang                                                   | Kína                                                          | 2155                                                          | 23                                                            |
| 23                                                            | Állandó                                                       | Carla Suárez Navarro                                          | Spanyolország                                                 | 2153                                                          | 21                                                            |
| 24                                                            | Állandó                                                       | Mihaela Buzărnescu                                            | Románia                                                       | 1860                                                          | 28                                                            |
| 25                                                            | Állandó                                                       | Dominika Cibulková                                            | Szlovákia                                                     | 1805                                                          | 20                                                            |
| 26                                                            | Állandó                                                       | Camila Giorgi                                                 | Olaszország                                                   | 1800                                                          | 21                                                            |
| 27                                                            | Állandó                                                       | Leszja Curenko                                                | Ukrajna                                                       | 1755                                                          | 20                                                            |
| 28                                                            | Állandó                                                       | Hszie Su-vej                                                  | Tajvan                                                        | 1720                                                          | 27                                                            |
| 29                                                            | Állandó                                                       | Marija Sarapova                                               | Oroszország                                                   | 1602                                                          | 13                                                            |
| 30                                                            | Állandó                                                       | Aljakszandra Szasznovics                                      | Fehéroroszország                                              | 1570                                                          | 21                                                            |

| Bajnok |

| 1  | Simona Halep (ROU)             | 6921 | 16 | 1   | 1  | 2   | Állandó |
| 2  | Angelique Kerber (GER)         | 5875 | 19 | 21  | 2  | 22  | 19      |
| 3  | Caroline Wozniacki (DEN)       | 5586 | 19 | 3   | 1  | 3   | Állandó |
| 4  | Elina Szvitolina (UKR)         | 5350 | 19 | 6   | 3  | 7   | 2       |
| 5  | Ószaka Naomi (JPN)             | 5115 | 20 | 68  | 4  | 72  | 63      |
| 6  | Sloane Stephens (USA)          | 5023 | 20 | 13  | 3  | 13  | 7       |
| 7  | Petra Kvitová (CZE)            | 4630 | 21 | 29  | 4  | 29  | 22      |
| 8  | Karolína Plíšková (CZE)        | 4465 | 23 | 4   | 4  | 9   | 4       |
| 9  | Kiki Bertens (NED)             | 4335 | 25 | 31  | 9  | 32  | 22      |
| 10 | Darja Kaszatkina (RUS)         | 3415 | 25 | 24  | 10 | 25  | 14      |
| 11 | Arina Szabalenka (BLR)         | 3245 | 27 | 78  | 11 | 73  | 67      |
| 12 | Anastasija Sevastova (LAT)     | 3240 | 22 | 16  | 11 | 22  | 4       |
| 13 | Elise Mertens (BEL)            | 3165 | 23 | 35  | 13 | 37  | 22      |
| 14 | Julia Görges (GER)             | 3055 | 24 | 14  | 9  | 14  | Állandó |
| 15 | Ashleigh Barty (AUS)           | 2985 | 21 | 17  | 15 | 21  | 2       |
| 16 | Serena Williams (USA)          | 2976 | 9  | 22  | 15 | 491 | 6       |
| 17 | Madison Keys (USA)             | 2976 | 17 | 19  | 10 | 20  | 2       |
| 18 | Garbiñe Muguruza (ESP)         | 2910 | 23 | 2   | 2  | 18  | 16      |
| 19 | Caroline Garcia (FRA)          | 2660 | 23 | 8   | 4  | 19  | 11      |
| 20 | Vang Csiang (CHN)              | 2485 | 24 | 45  | 20 | 91  | 25      |
| 21 | Anett Kontaveit (EST)          | 2480 | 24 | 34  | 20 | 34  | 13      |
| 22 | Jeļena Ostapenko (LAT)         | 2363 | 21 | 7   | 5  | 22  | 15      |
| 23 | Carla Suárez Navarro (ESP)     | 2153 | 21 | 40  | 22 | 40  | 17      |
| 24 | Mihaela Buzărnescu (ROU)       | 1860 | 28 | 56  | 20 | 57  | 32      |
| 25 | Dominika Cibulková (SVK)       | 1805 | 20 | 26  | 25 | 36  | 1       |
| 26 | Camila Giorgi (ITA)            | 1800 | 21 | 80  | 26 | 100 | 54      |
| 27 | Leszja Curenko (UKR)           | 1755 | 20 | 42  | 26 | 45  | 15      |
| 28 | Hszie Su-vej (TPE)             | 1720 | 27 | 103 | 28 | 103 | 75      |
| 29 | Marija Sarapova (RUS)          | 1602 | 13 | 59  | 21 | 59  | 30      |
| 30 | Aljakszandra Szasznovics (BLR) | 1570 | 21 | 87  | 30 | 88  | 57      |

| WTA világbajnokságra bejutás végeredménye 2018. október 22-én | WTA világbajnokságra bejutás végeredménye 2018. október 22-én | WTA világbajnokságra bejutás végeredménye 2018. október 22-én | WTA világbajnokságra bejutás végeredménye 2018. október 22-én | WTA világbajnokságra bejutás végeredménye 2018. október 22-én | WTA világbajnokságra bejutás végeredménye 2018. október 22-én |
| #                                                             | Vált.                                                         | Játékos                                                       | Ország                                                        | Pont                                                          | Tornák                                                        |
| ------------------------------------------------------------- | ------------------------------------------------------------- | ------------------------------------------------------------- | ------------------------------------------------------------- | ------------------------------------------------------------- | ------------------------------------------------------------- |
| 1                                                             | Állandó                                                       | Simona Halep                                                  | Románia                                                       | 6921                                                          | 16                                                            |
| 2                                                             | Állandó                                                       | Angelique Kerber                                              | Németország                                                   | 5375                                                          | 18                                                            |
| 3                                                             | Állandó                                                       | Caroline Wozniacki                                            | Dánia                                                         | 5086                                                          | 18                                                            |
| 4                                                             | Állandó                                                       | Ószaka Naomi                                                  | Japán                                                         | 4740                                                          | 19                                                            |
| 5                                                             | Állandó                                                       | Petra Kvitová                                                 | Csehország                                                    | 4255                                                          | 20                                                            |
| 6                                                             | Állandó                                                       | Sloane Stephens                                               | Amerikai Egyesült Államok                                     | 3943                                                          | 19                                                            |
| 7                                                             | Állandó                                                       | Elina Szvitolina                                              | Ukrajna                                                       | 3850                                                          | 18                                                            |
| 8                                                             | Állandó                                                       | Karolína Plíšková                                             | Csehország                                                    | 3840                                                          | 22                                                            |
| 9                                                             | Állandó                                                       | Kiki Bertens                                                  | Hollandia                                                     | 3710                                                          | 24                                                            |
| 10                                                            | 4                                                             | Darja Kaszatkina                                              | Oroszország                                                   | 3315                                                          | 24                                                            |
| 11                                                            | 1                                                             | Anastasija Sevastova                                          | Lettország                                                    | 3185                                                          | 22                                                            |
| 12                                                            | 2                                                             | Arina Szabalenka                                              | Fehéroroszország                                              | 3145                                                          | 26                                                            |
| 13                                                            | 2                                                             | Elise Mertens                                                 | Belgium                                                       | 3065                                                          | 22                                                            |
| 14                                                            | 2                                                             | Julia Görges                                                  | Németország                                                   | 2995                                                          | 23                                                            |
| 15                                                            | 2                                                             | Serena Williams                                               | Amerikai Egyesült Államok                                     | 2976                                                          | 9                                                             |
| 16                                                            | 1                                                             | Madison Keys                                                  | Amerikai Egyesült Államok                                     | 2817                                                          | 16                                                            |
| 17                                                            | Állandó                                                       | Garbiñe Muguruza                                              | Spanyolország                                                 | 2725                                                          | 22                                                            |
| 18                                                            | Állandó                                                       | Caroline Garcia                                               | Franciaország                                                 | 2600                                                          | 22                                                            |
| 19                                                            | Állandó                                                       | Ashleigh Barty                                                | Ausztrália                                                    | 2420                                                          | 20                                                            |
| 20                                                            | 1                                                             | Anett Kontaveit                                               | Észtország                                                    | 2375                                                          | 23                                                            |
| 21                                                            | 1                                                             | Jeļena Ostapenko                                              | Lettország                                                    | 2363                                                          | 21                                                            |
| 22                                                            | Állandó                                                       | Vang Csiang                                                   | Kína                                                          | 2155                                                          | 23                                                            |
| 23                                                            | Állandó                                                       | Carla Suárez Navarro                                          | Spanyolország                                                 | 2153                                                          | 21                                                            |
| 24                                                            | Állandó                                                       | Mihaela Buzărnescu                                            | Románia                                                       | 1860                                                          | 28                                                            |
| 25                                                            | Állandó                                                       | Dominika Cibulková                                            | Szlovákia                                                     | 1805                                                          | 20                                                            |
| 26                                                            | Állandó                                                       | Camila Giorgi                                                 | Olaszország                                                   | 1800                                                          | 21                                                            |
| 27                                                            | Állandó                                                       | Leszja Curenko                                                | Ukrajna                                                       | 1755                                                          | 20                                                            |
| 28                                                            | Állandó                                                       | Hszie Su-vej                                                  | Tajvan                                                        | 1720                                                          | 27                                                            |
| 29                                                            | Állandó                                                       | Marija Sarapova                                               | Oroszország                                                   | 1602                                                          | 13                                                            |
| 30                                                            | Állandó                                                       | Aljakszandra Szasznovics                                      | Fehéroroszország                                              | 1570                                                          | 21                                                            |

| Bajnok |

| 1  | Simona Halep (ROU)             | 6921 | 16 | 1   | 1  | 2   | Állandó |
| 2  | Angelique Kerber (GER)         | 5875 | 19 | 21  | 2  | 22  | 19      |
| 3  | Caroline Wozniacki (DEN)       | 5586 | 19 | 3   | 1  | 3   | Állandó |
| 4  | Elina Szvitolina (UKR)         | 5350 | 19 | 6   | 3  | 7   | 2       |
| 5  | Ószaka Naomi (JPN)             | 5115 | 20 | 68  | 4  | 72  | 63      |
| 6  | Sloane Stephens (USA)          | 5023 | 20 | 13  | 3  | 13  | 7       |
| 7  | Petra Kvitová (CZE)            | 4630 | 21 | 29  | 4  | 29  | 22      |
| 8  | Karolína Plíšková (CZE)        | 4465 | 23 | 4   | 4  | 9   | 4       |
| 9  | Kiki Bertens (NED)             | 4335 | 25 | 31  | 9  | 32  | 22      |
| 10 | Darja Kaszatkina (RUS)         | 3415 | 25 | 24  | 10 | 25  | 14      |
| 11 | Arina Szabalenka (BLR)         | 3245 | 27 | 78  | 11 | 73  | 67      |
| 12 | Anastasija Sevastova (LAT)     | 3240 | 22 | 16  | 11 | 22  | 4       |
| 13 | Elise Mertens (BEL)            | 3165 | 23 | 35  | 13 | 37  | 22      |
| 14 | Julia Görges (GER)             | 3055 | 24 | 14  | 9  | 14  | Állandó |
| 15 | Ashleigh Barty (AUS)           | 2985 | 21 | 17  | 15 | 21  | 2       |
| 16 | Serena Williams (USA)          | 2976 | 9  | 22  | 15 | 491 | 6       |
| 17 | Madison Keys (USA)             | 2976 | 17 | 19  | 10 | 20  | 2       |
| 18 | Garbiñe Muguruza (ESP)         | 2910 | 23 | 2   | 2  | 18  | 16      |
| 19 | Caroline Garcia (FRA)          | 2660 | 23 | 8   | 4  | 19  | 11      |
| 20 | Vang Csiang (CHN)              | 2485 | 24 | 45  | 20 | 91  | 25      |
| 21 | Anett Kontaveit (EST)          | 2480 | 24 | 34  | 20 | 34  | 13      |
| 22 | Jeļena Ostapenko (LAT)         | 2363 | 21 | 7   | 5  | 22  | 15      |
| 23 | Carla Suárez Navarro (ESP)     | 2153 | 21 | 40  | 22 | 40  | 17      |
| 24 | Mihaela Buzărnescu (ROU)       | 1860 | 28 | 56  | 20 | 57  | 32      |
| 25 | Dominika Cibulková (SVK)       | 1805 | 20 | 26  | 25 | 36  | 1       |
| 26 | Camila Giorgi (ITA)            | 1800 | 21 | 80  | 26 | 100 | 54      |
| 27 | Leszja Curenko (UKR)           | 1755 | 20 | 42  | 26 | 45  | 15      |
| 28 | Hszie Su-vej (TPE)             | 1720 | 27 | 103 | 28 | 103 | 75      |
| 29 | Marija Sarapova (RUS)          | 1602 | 13 | 59  | 21 | 59  | 30      |
| 30 | Aljakszandra Szasznovics (BLR) | 1570 | 21 | 87  | 30 | 88  | 57      |

#### Világranglistát vezetők
| Név                | Élre kerülés      | Lekerülés         |
| ------------------ | ----------------- | ----------------- |
| Simona Halep       | 2017. október 9.  | 2018. január 28.  |
| Caroline Wozniacki | 2018. január 29.  | 2018. február 25. |
| Simona Halep       | 2018. február 26. | 2018. év vége     |

### Páros
Az alábbi két táblázat a race és a világranglista állását mutatja be párosban az első tíz párral, illetve az első húsz játékossal, jelezve a helyezés változását az előző héthez képest. (Sárga alászínezéssel az év végi világbajnokságra már bejutott párosok, barna alászínezéssel a WTA Finals tornán nem induló páros. Zöld alászínezéssel a világbajnokság győztes párosa.)
| WTA világbajnokságra bejutás végeredménye | WTA világbajnokságra bejutás végeredménye | WTA világbajnokságra bejutás végeredménye                | WTA világbajnokságra bejutás végeredménye | WTA világbajnokságra bejutás végeredménye |
| #                                         | Vált.                                     | Csapat                                                   | Pont                                      | Tornák                                    |
| ----------------------------------------- | ----------------------------------------- | -------------------------------------------------------- | ----------------------------------------- | ----------------------------------------- |
| 1                                         | Állandó                                   | Barbora Krejčíková (CZE) · Kateřina Siniaková (CZE)      | 6815                                      | 14                                        |
| 2                                         | Állandó                                   | Babos Tímea (HUN) · Kristina Mladenovic (FRA)            | 6455                                      | 14                                        |
| 3                                         | Állandó                                   | Andrea Hlaváčková (CZE) · Barbora Strýcová (CZE)         | 4795                                      | 14                                        |
| 4                                         | Állandó                                   | Hszü Ji-fan (CHN) · Gabriela Dabrowski (CDN)             | 4180                                      | 17                                        |
| 5                                         | Állandó                                   | Demi Schuurs (NED) · Elise Mertens (BEL)                 | 4025                                      | 14                                        |
| [ 9 ]                                     | Állandó                                   | Jekatyerina Makarova (RUS) · Jelena Vesznyina (RUS)      | 3715                                      | 6                                         |
| 6                                         | Állandó                                   | Květa Peschke (CZE) · Nicole Melichar (USA)              | 3705                                      | 22                                        |
| 7                                         | Állandó                                   | María José Martínez Sánchez (ESP) · Andreja Klepač (SLO) | 3505                                      | 20                                        |
| 8                                         | Állandó                                   | Coco Vandeweghe (USA) · Ashleigh Barty (AUS)             | 3237                                      | 7                                         |
| 9                                         | Állandó                                   | Raquel Atawo (USA) · Anna-Lena Grönefeld (GER)           | 2445                                      | 23                                        |
| 10                                        | Állandó                                   | Abigail Spears (USA) · Alicja Rosolska (POL)             | 2390                                      | 27                                        |

| WTA világranglista (2018. november 5.) | WTA világranglista (2018. november 5.) | WTA világranglista (2018. november 5.) | WTA világranglista (2018. november 5.) | WTA világranglista (2018. november 5.) |
| #                                      | Vált.                                  | Versenyző                              | Pont                                   |                                        |
| -------------------------------------- | -------------------------------------- | -------------------------------------- | -------------------------------------- | -------------------------------------- |
| 1                                      | Állandó                                | Barbora Krejčíková (CZE)               | 7775                                   |                                        |
| 1                                      | Állandó                                | Kateřina Siniaková (CZE)               | 7775                                   |                                        |
| 3                                      | Állandó                                | Babos Tímea (HUN)                      | 7765                                   |                                        |
| 3                                      | Állandó                                | Kristina Mladenovic (FRA)              | 7765                                   |                                        |
| 5                                      | Állandó                                | Barbora Strýcová (CZE)                 | 6535                                   |                                        |
| 6                                      | Állandó                                | Jekatyerina Makarova (RUS)             | 6205                                   |                                        |
| 7                                      | Állandó                                | Ashleigh Barty (AUS)                   | 6101                                   |                                        |
| 8                                      | Állandó                                | Demi Schuurs (NED)                     | 5925                                   |                                        |
| 9                                      | Állandó                                | Andrea Sestini Hlaváčková (CZE)        | 5840                                   |                                        |
| 10                                     | Állandó                                | Gabriela Dabrowski (CAN)               | 5085                                   |                                        |
| 11                                     | Állandó                                | Elise Mertens (BEL)                    | 4455                                   |                                        |
| 12                                     | Állandó                                | Hszü Ji-fan (CHN)                      | 4370                                   |                                        |
| 13                                     | Állandó                                | Květa Peschke (CZE)                    | 4245                                   |                                        |
| 14                                     | Állandó                                | Coco Vandeweghe (USA)                  | 4097                                   |                                        |
| 15                                     | Állandó                                | Nicole Melichar (USA)                  | 3960                                   |                                        |
| 16                                     | Állandó                                | Jelena Vesznyina (RUS)                 | 3725                                   |                                        |
| 17                                     | Állandó                                | Hszie Su-vej (TPE)                     | 3705                                   |                                        |
| 18                                     | Állandó                                | Andreja Klepač (SLO)                   | 3690                                   |                                        |
| 18                                     | Állandó                                | María José Martínez Sánchez (ESP)      | 3690                                   |                                        |
| 20                                     | Állandó                                | Makoto Ninomiya (JPN)                  | 2930                                   |                                        |

#### Páros világranglistát vezetők
| Név                                   | Élre kerülés        | Lekerülés           |
| ------------------------------------- | ------------------- | ------------------- |
| Martina Hingis Latisha Chan           | 2017. október 23.   | 2018. március 18.   |
| Latisha Chan                          | 2018. március 19.   | 2018. június 10.    |
| Jekatyerina Makarova Jelena Vesznyina | 2018. június 11.    | 2018. július 15.    |
| Babos Tímea                           | 2018. július 16.    | 2018. augusztus 12. |
| Latisha Chan                          | 2018. augusztus 13. | 2018. augusztus 19. |
| Babos Tímea                           | 2018. augusztus 20. | 2018. október 21.   |
| Barbora Krejčíková Kateřina Siniaková | 2018. október 22.   | 2018. év vége       |

## Visszavonult versenyzők
Azon versenyzők felsorolása, akik 2018-ban jelentették be visszavonulásukat az aktív játéktól, vagy 52 hete nem vettek részt versenyen, és pályafutásuk során egyéniben vagy párosban legalább egy WTA-tornagyőzelmet szereztek, vagy a világranglistán a legjobb 100 közé kerültek.
- Annika Beck (1994. február 16. Gießen, Németország) – 2009-től szerepelt a profi játékosok között. Legjobb világranglista-helyezése egyéniben a 2016. július 18-án elért 37. hely, párosban az ugyanaznap elért 84. helyezés volt. Pályafutása során egyéniben két WTA- és hét ITF-, párosban egy WTA-tornagyőzelmet szerzett. Juniorként 2012-ben megnyerte a Roland Garros lány egyéni versenyét. Felnőtt Grand Slam-tornákon a legjobb eredményét 2016-ban az Australian Openen érte el, ahol egyéniben a 4. körbe jutott. Tanulmányai miatt 2018. október 20-án jelentette be hivatalosan a visszavonulását.[11]
- Casey Dellacqua (1985. február 11. Perth, Ausztrália) – 2002-től szerepelt a profi játékosok között. Legjobb világranglista-helyezése egyéniben a 2014. szeptember 29-én elért 26. hely, párosban a 2016. február 1-én elért 3. helyezés volt. Pályafutása során párosban hét WTA-tornát nyert meg, emellett 22 egyéni és 23 páros ITF-tornán végzett az első helyen. Juniorként megnyerte a 2003-as Australian Open lány páros versenyét. Mind a négy Grand Slam-tornán játszott döntőt, összesen hét alkalommal, de nyernie nem sikerült. Egyéniben a legjobb eredménye a 4. kör, amit a 2008-as és a 2014-es Australian Openen, valamint a 2014-es US Openen ért el. 2011-ben megnyerte a 2011-es Roland Garros – vegyes páros versenyét. 2018. április 10-én jelentette be hivatalosan a visszavonulását.[12]
- Marina Eraković (1988. március 6. Split, Jugoszlávia) – 2006-tól szerepelt a profi játékosok között. Legjobb világranglista-helyezése egyéniben a 2012. május 7-én elért 39. hely, párosban a 2013. június 24-én elért 25. helyezés volt. Pályafutása során egyéniben egy és párosban nyolc WTA-tornát nyert meg, emellett 12 egyéni és 6 páros ITF-tornán végzett az első helyen. Juniorként megnyerte a 2004-es US Open (tenisz) és a 2005-ös Australian Open lány páros versenyét. A Grand Slam-tornákon legjobb eredményként egyéniben a 3. körig jutott a 2013-as Roland Garroson, valamint 2008-ban, 2013-ban és 2016-ban Wimbledonban. Párosban a 2011-es wimbledoni teniszbajnokságon elődöntős volt, ezen kívül negyeddöntőt játszott a 2013-as és a 2014-es Roland Garroson, valamint a 2008-as US Openen. 2018. december 10-én jelentette be hivatalosan a visszavonulását.[13]
- Bojana Jovanovski (1991. december 31. Belgrád, Szerbia) – 2007-től szerepelt a profi játékosok között. Legjobb világranglista-helyezése egyéniben a 2014. augusztus 4-én elért 32. hely, párosban a 2014. november 3-án elért 203. helyezés volt. Pályafutása során egyesben két WTA–, egy WTA 125K-, és négy ITF-tornán végzett az első helyen.  A Grand Slam-tornákon egyéniben a legjobb eredménye a 2013-as Australian Openen elért 4. kör, párosban a 2. körig jutott a 2013-as Australian Openen és 2014-ben a wimbledoni tornán. A világranglistán a legjobb helyezése egyéniben a 32. hely volt, amelyet 2014. augusztus 4-én ért el, párosban 2014. november 3-án a 203. helyig jutott. A sorozatos sérülései miatt 2018. november végén jelentette be visszavonulását.[14]
- Karin Knapp (1987. június 28. Bruneck, Olaszország) – 2002-től szerepelt a profi játékosok között. Legjobb világranglista-helyezése egyéniben a 2015. augusztus 24-én elért 33. hely, párosban a 2015. szeptember 28-án elért 49. helyezés volt. Pályafutása során két egyéni WTA-tornát nyert meg, emellett hat egyéni és hat páros ITF-tornán végzett az első helyen. A Grand Slam-tornákon egyéniben a legjobb eredménye a 4. kör, amit 2013-ban Wimbledonban ért el, párosban a 3. körig jutott 2014-ben és 2015-ben a Roland Garroson, valamint 2015-ben Wimbledonban és a US Openen is. 2018 májusában jelentette be, hogy folyamatos sérülései miatt visszavonul a profi versenyzéstől.[15]
- Anabel Medina Garrigues (1982. július 31. Valencia, Spanyolország) – 1998-tól szerepelt a profi játékosok között. Legjobb világranglista-helyezése egyéniben a 2009. május 4-én elért 16. hely, párosban a 2008. november 10-én elért 3. helyezés volt. Pályafutása során 11 egyéni és 28 páros WTA-tornán győzött, emellett hat egyéni és három páros ITF tornán végzett az első helyen. A Grand Slam-tornákon egyéniben a legjobb eredménye a 4. kör, amit a 2002-ben és 2009-ben az Australian Openen, valamint 2009-ben a Roland Garroson ért el, párosban megnyerte a 2008-as és a 2009-es Roland Garrost. 2008-ban a pekingi olimpián párosban ezüstérmet nyert. 2018 júliusában jelentette be, hogy az év utolsó Grand Slam-tornája után visszavonul a profi versenyzéstől.[16]
- Agnieszka Radwańska (1989. március 6. Krakkó, Lengyelország) – 2005-től szerepelt a profi játékosok között. Legjobb világranglista-helyezése egyéniben a 2012. július 9-én elért 2. hely, párosban a 2011. október 10-én elért 16. helyezés volt. Pályafutása során 20 egyéni és 2 páros WTA-tornán győzött, emellett két egyéni és két páros ITF tornán végzett az első helyen. A Grand Slam-tornákon juniorként megnyerte a 2005-ös wimbledoni teniszbajnokság, valamint a 2006-os Roland Garros lányversenyét. A felnőttek között egyéniben a legjobb eredménye a 2012-es wimbledoni teniszbajnokságon játszott döntő. Párosban elődöntőt játszott a 2010-es Australian Openen és a 2011-es US Openen. 2015-ben egyéniben megnyerte a világbajnokságnak számító WTA Finals tornát. 2018. november 14-én jelentette be, hogy visszavonul a profi versenyzéstől.[17]
- Francesca Schiavone (1980. június 23. Milánó, Olaszország) – 1998-tól szerepelt a profi játékosok között. Legjobb világranglista-helyezése egyéniben a 2011. január 31-én elért 4. hely, párosban a 2007. február 12-én elért 8. helyezés volt. Pályafutása során 8 egyéni és 7 páros WTA-tornán győzött, emellett egy páros ITF tornán végzett az első helyen. A Grand Slam-tornákon egyéniben a legjobb eredménye a 2010-es Roland Garroson elért tornagyőzelem volt. Ő az első olasz nő, aki egyesben Grand Slam-döntőt játszhatott. Párosban döntőt játszott a 2008-as Roland Garroson. Olaszország Fed-kupa-válogatottjával háromszor (2006, 2009, 2010) szerezte meg a kupát. A 2004-es athéni olimpián egyéniben, a 2008-as pekingi olimpián párosban a negyeddöntőig jutott. 2018. szeptember 5-én jelentette be, hogy visszavonul a profi versenyzéstől.[18]
- Patty Schnyder (1978. december 14. Bázel, Svájc) – 1994-től szerepelt a profi játékosok között. Legjobb világranglista-helyezése egyéniben a 2005. november 14-én elért 7. hely, párosban a 2005. június 6-án elért 15. helyezés volt. Pályafutása során 11 egyéni és 5 páros WTA-tornán győzött, emellett hét egyéni ITF tornán végzett az első helyen. A Grand Slam-tornákon egyéniben a legjobb eredménye a 2004-es Australian Openen elért elődöntő volt, párosban a 2004-es US Openen és a 2005-ös Roland Garroson jutott szintén az elődöntőig. Svájc képviseletében három olimpián vett részt: az 1996-os atlantai, a 2004-es athéni és a a 2008-as pekingi olimpia egyéni és páros versenyein. 1996–2011 között 50 alkalommal lépett pályára Svájc színeiben a Fed-kupa-tornán. Tizenhét évnyi versenyszerű teniszezés után 2011 májusában bejelentette visszavonulását,[19] majd 2015-ben visszatért a versenypályákra. 2018 november végén, néhány nappal 40. születésnapja előtt bejelentette második, és ezúttal végleges visszavonulását.[20]
- Olha Szavcsuk (1987. szeptember 20. Doneck, Ukrajna) – 2004-től szerepelt a profi játékosok között. Legjobb világranglista-helyezése egyéniben a 2008. május 19-én elért 79. hely, párosban a 2017. október 23-án elért 33. helyezés volt. Pályafutása során három páros WTA-tornán győzött, emellett három egyéni és nyolc páros ITF tornán végzett az első helyen. A Grand Slam-tornákon egyéniben a legjobb eredménye a 3. kör, amit a 2006-os Australian Openen ért el, párosban a 2017-es Roland Garroson a negyeddöntőig jutott. 2018. szeptember 4-én jelentette be, hogy az azévi US Open volt utolsó profi versenye.[21]
- Roberta Vinci (1983. február 18. Taranto, Olaszország) – 1999-től szerepelt a profi játékosok között. Legjobb világranglista-helyezése egyéniben a 2016. május 9-én elért 7. hely- Párosban 2012. október 15-én került először a világranglista élére, amelyen összesen 110 héten keresztül állt, eközben háromszor volt év végi világelső. Pályafutása során 10 egyén is 25 páros WTA-tornát nyert meg, emellett 9 egyéni és 10 páros ITF-tornán végzett az első helyen. Juniorként megnyerte az 1999-es Roland Garros lány páros versenyét. Felnőttként párosban teljesítette a karrier Grand Slam-et, miután 2012–2014 között mind a négy Grand Slam-tornán győzni tudott, az Australian Openen két alkalommal is. Az öt Grand Slam-győzelem mellett még három alkalommal játszott döntőt. Egyéniben a legjobb eredményét a 2015-ös US Openen érte el, ahol a döntőben szenvedett vereséget Flavia Pennettától. 2017. november végén jelentette be, hogy a 2018-as római tornát követően befejezi profi pályafutását.[22][23]
- Aleksandra Wozniak (1987. szeptember 7. Montréal, Kanada) – 2005-től szerepelt a profi játékosok között. Legjobb világranglista-helyezése egyéniben a 2009. június 22-én elért 21. hely, párosban a 2010. június 7-én elért 136. helyezés volt. Pályafutása során egy egyéni WTA-tornán győzött, emellett 11 egyéni ITF tornán végzett az első helyen. A Grand Slam-tornákon a legjobb eredménye egyéniben a 2009-es Roland Garroson elért 4. kör, párosban az Australian Open kivételével a 2. körig jutott. 2018. december 19-én jelentette be visszavonulását.[24]

## Visszatérők
Az alábbi versenyzők korábbi visszavonulásuk után 2018-ban újra versenybe szálltak:
- Rebecca Marino (1990. december 16. Toronto, Kanada), 2008-ban lett profi játékos, 2013-as visszavonulásáig 5 egyéni és 2 páros tornagyőzelmet szerzett ITF-versenyeken. 2010. július 11-én az egyéni világranglista 38. helyén állt, párosban a legjobb helyezése a 2010. június 21-én elért 210. helyezés. A Grand Slam-tornákon legjobb eredménye a 2011-es Roland Garroson elért 3. kör. 2017 októberében jelentette be visszatérését,[25] amelyre 2018 januárjában kerülhetett sor, és rögtön az első három ITF-versenyét megnyerte.[26]